# 川口市
川口市（かわぐちし）は、埼玉県の南東部に位置する市。中核市・保健所政令市に指定されている。
人口は約60万人で、同県の県庁所在地であるさいたま市に次いで2番目（すなわち第二都市）である。また、政令指定都市を除いた市としては、千葉県船橋市（約64万人）に次ぐ全国2位の人口を擁する。面積は県内で比較的広く、埼玉県の63市町村中17位（61.95平方キロメートル）である。旧北足立郡で、1933年市制施行。

## 概要
埼玉県の南東部に位置し、北はさいたま市、西は蕨市と戸田市。東は越谷市と草加市、東南は東京都足立区に接する。南は概ね荒川を挟む形で東京都北区と向かい合っている。
江戸時代に日光御成道が整備され、川口宿と鳩ヶ谷宿が置かれていた。古くから農閑期を利用した鋳物が地場産業として盛んで、荒川のほか市内を縦断する芝川の河川舟運によって大消費地である江戸に運搬していた。明治時代の富国強兵政策により工業都市として急激に発展し、1910年に川口町駅（現：JR川口駅）が開業すると全国に鋳物が貨物輸送されるようになり、「東の川口、西の桑名」と言われるようになった。日中戦争から太平洋戦争にかけての戦時中も鋳物の需要は高く、1940年に県内で唯一の新興工業都市に指定された。
戦後の1946年3月28日、昭和天皇が埼玉県に行幸（昭和天皇の戦後巡幸の一環）。鋳物の生産現場などが巡幸先の一つとなった。
1958年に開催されたアジア競技大会は市内の鋳物師により製造された聖火台が使用され、その聖火台は1964年の東京オリンピックでも使用された。
1970年代のオイルショックにより、川口駅周辺の中心市街地にあった鋳物工場は移転や廃業が相次ぎ、都心から近いこともあって東京のベッドタウンとして土地利用の転換が図られた。平坦な広い土地を開発できるため、跡地には、百貨店等の商業施設や中高層のマンション（タワーマンション）が建ち並び、それまでの景観を大きく変えた。1998年に竣工したエルザタワー55は当時日本一高い超高層マンションであり、現在も埼玉県内で最も高い建築物である。東京に通勤・通学する「埼玉都民」が多く移り住むことによって、人口が増加している。
中国人を中心に外国人居住者が多い街でもあり、特に西川口駅西口（西川口）は取り締まりによって閉店した風俗店の跡地が中華料理店へと変貌し、西川口はチャイナタウンと呼ばれている。隣接する蕨市とともに市西南部(蕨市に隣接する西部地域・南部地域)は、在日クルド人が多い地域としても知られる。
外国人増加による川口市内の治安悪化の懸念も決して少なくはない。しかし、市内の外国人人口が2005年から2024年にかけて約3倍に増加した一方、同時期の刑法犯認知件数は3分の1程度に減少しており、また日本全国を俯瞰しても、外国人の不起訴率が上昇している事実はない。埼玉県警察本部長・野井祐一は、2024年末の埼玉県議会にて「川口市内における犯罪情勢が特段に悪いという評価はしていない」と発言した。実際、2024年における川口市の犯罪率は、人口1000人に対して7.6件であり、県内63市町村のうち13番目の高さであった。

## 地理
埼玉県庁による地域区分では県南東部の中央地域（地区）に属し、その南端に位置する市の一つである。市域の大半は荒川流域の沖積平野にあるが、郊外にあたる北東部は大宮台地の南東部で、戸建てを中心とした宅地開発がされている。
市域の西部をJR京浜東北線が走っているほか、2001年に埼玉高速鉄道線が開業し、それまで鉄道空白地帯だった旧鳩ヶ谷市で初めての鉄道路線となった。
川口市の東部地区（戸塚、神根、安行、新郷、鳩ヶ谷など）は大宮台地の鳩ヶ谷支台が南北に走る高台になっている。それ以外の殆どの地域は低地であり（川口低地）、その低地は縄文時代において奥東京湾（鳩ヶ谷支台の西側の水域は「古入間湾」とも呼ばれる）の底であった（海面が現在よりも高く、河川による沖積・陸地化も進んでいなかった時代で、一般に縄文海進と呼ばれる）。現在、低地部分は中高層住宅や商業施設などの都市的な機能、台地部分は低層住宅や樹木畑など近郊型農地としての土地利用が多い。また、芝川が市域中央部を縦断するように流れる。芝川は、市中央部で、新芝川に分かれている。

### 一級河川
- 荒川水系：芝川（新芝川を含む）、藤右衛門川、緑川、竪川、菖蒲川、隅田川、新河岸川、伝右川
- 利根川水系：綾瀬川、毛長川

### 用水路
- 見沼代用水西縁
- 見沼代用水東縁

### 隣接している自治体・行政区
括弧内は行政区を示す
- 埼玉県
  - さいたま市（南区、緑区、岩槻区）、越谷市、草加市、戸田市、蕨市
- 東京都
  - 足立区、北区

## 歴史

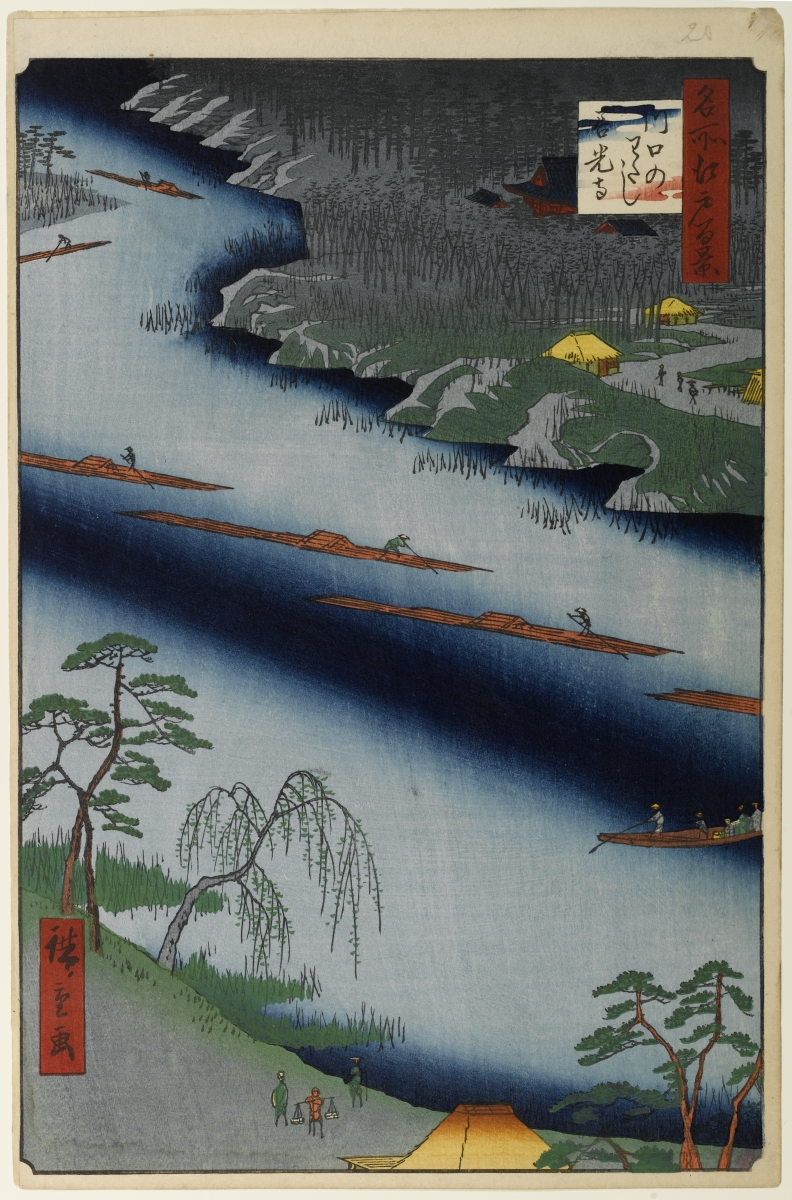
『川口のわたし善光寺』（歌川広重 名所江戸百景）

市域は明治以前、武蔵国足立郡に属していた。詳細は『武蔵国郡村誌』及び『旧高旧領取調帳』を参照。以下、川口市域での出来事を記す。
- 1872年（明治5年）10月1日 - 鳩ヶ谷宿に鳩ヶ谷小学校が開校。

- 1873年（明治6年）6月1日 - 川口小学校（現：本町小学校）が開校。
- 1875年（明治8年）4月1日 - 地方行政組織として川口町、青木村、横曽根村、南平柳村、鳩ヶ谷町、新郷村、神根村、芝村、安行村、戸塚村、大門村がそれぞれ発足。
- 1879年（明治12年） - 足立郡の北部区域をもって行政区画としての北足立郡が発足。郡役所は浦和宿に設置。
- 1889年（明治22年）4月1日 - 町村制の施行に伴い、北足立郡川口町となる。
- 1905年（明治38年） - 鋳物製品の品質向上を期し、川口鋳物業組合が結成。
- 1910年（明治43年）9月10日 - 川口町駅（現在の川口駅）が開業。
- 1920年（大正9年）4月1日 - 商工省が燃料研究所を、現在の川口駅西口に設置。後の公害資源研究所。
- 1924年（大正13年）
  - 6月 - 日本麦酒東京工場が完成し、サイダーの生産を開始。後のサッポロビール埼玉工場。
  - 10月 - 岩淵水門（旧）が完成し、荒川放水路への注水が開始。
- 1932年（昭和7年）9月1日 - 東北本線の電車線（現在の京浜東北線）、赤羽駅 - 大宮駅間が開通。
- 1933年（昭和8年）4月1日 - 川口町、青木村、横曽根村、南平柳村を合併し、川口市が発足（埼玉県内では川越市についで2番目の市制施行、熊谷市と同日）。市役所は現在と同一の場所である旧青木村域に設置された（それまでの旧川口町役場は、旧栄町公民館の位置に設置されていた）。
- 1935年（昭和10年）
  - 4月1日 - 日本デイゼル工業創立（後のUDトラックス）。
  - 10月1日 - 日本ピストンリング株式会社川口工場が操業を開始。
- 1936年（昭和11年）12月31日 - 武州鉄道の行衛駅、神根駅が開業。
- 1938年（昭和13年）9月3日 - 武州鉄道が経営難を理由に廃止される。
- 1940年（昭和15年）
  - 4月1日 - 鳩ヶ谷町・新郷村・神根村・芝村を編入。
  - 4月15日 - 恩賜財団済生会埼玉県川口診療所が設立される（後の埼玉県済生会川口総合病院）。
- 1942年（昭和17年）
  - 3月13日 - 大政翼賛会川口市支部と合同で初代「川口市歌」および市民歌「みやこ川口」を制定（いずれも短期間で廃止）。
  - 4月18日 - 太平洋戦争（大東亜戦争）下のドーリットル空襲で川口でも死亡12人を含め100人が死傷する被害[15]。
- 1945年（昭和20年）8月24日 - 川口放送所占拠事件が発生。終戦に反対する将校、陸軍予科士官学校生徒が日本放送協会川口放送所を一時占拠[16][17]。
- 1946年（昭和21年）12月1日 - 川口工業健康保険組合が開設される。
- 1947年（昭和22年） 2月11日 - 国民健康保険直営病院を開設。後の、川口市民病院を経て市立医療センター。
- 1948年（昭和23年）10月1日 - 埼玉紡績株式会社が設立される（後のサイボー株式会社）。
- 1950年（昭和25年）11月1日 - 鳩ヶ谷町が分離。
- 1952年（昭和27年）2月1日 - 川口オートレース場が開設。
- 1954年（昭和29年）
  - 6月 戸田競艇組合設立。当時の構成団体は戸田町、美笹村 、蕨町および川口市（現在は戸田市、川口市および蕨市）。
  - 9月1日 - 西川口駅が開業。
- 1956年（昭和31年）4月1日 - 安行村を編入する。
- 1961年（昭和36年）
  - 青木町公園を設置。
  - 12月24日 - 映画『キューポラのある街』のロケが始まる。
- 1962年（昭和37年）
- 5月1日 - 美園村のうち、旧戸塚村全域と旧大門村の一部の区域（差間と行衛）を編入。
  - 11月23日 - 市制30周年を記念し「川口市民歌」を制定。
- 1965年（昭和40年）- 芝川放水路（新芝川）が完成。
- 1967年（昭和42年）
  - 川口駅東口に川口産業会館が開設される（後の川口キャスティ）。
  - 11月1日 - 川口市立花木植物園（グリーンセンター）が開園。
- 1970年（昭和45年）11月6日 - プラスチック着色工場の廃液から発生した有毒ガスにより、弥平町一帯で住民約150人が吐き気を催すなどの被害が発生[18]。
- 1973年（昭和48年）4月1日 - 武蔵野線が開通し、東川口駅が開業。
- 1974年（昭和49年）4月1日 - 国立公害資源研究所が、茨城県南地域の筑波研究学園都市に移転開始（現在は産業技術総合研究所の環境創生研究部門）。
- 1979年（昭和54年）4月1日 - 市内では初となる第一種市街地再開発事業が並木4丁目地内で始まる。
- 1984年（昭和59年）4月15日 - サイボー鳩ヶ谷工場跡地にイオンモール川口が開店。
- 1985年（昭和60年）3月31日 - 日本ピストンリング株式会社川口工場が操業を終える。
- 1986年（昭和61年）11月20日 - 日産ディーゼル工業川口工場が埼玉県上尾市へ完全に移転。
- 1987年（昭和62年）4月1日 - 川口駅西口第一種市街地再開発事業が開始される。
- 1988年（昭和63年）10月1日 - 日産ディーゼル工業川口工場跡地に株式会社トッパングラフィックが設置される。
- 1990年（平成2年）7月1日 - 川口総合文化センター（リリア）が開設。
- 1991年（平成3年）10月16日 - 川口そごうが川口駅東口に開店。
- 1994年（平成6年）5月1日 - 川口市民病院から組織変更を行った川口市立医療センターが新井宿に開院。
- 1998年（平成10年）7月1日 - エルザタワー55が竣工。
- 2000年（平成12年）11月8日 - サイボー本社跡地にイオンモール川口前川が開店。
- 2001年（平成13年）
  - 3月28日 - 市内で初の地下鉄となる埼玉高速鉄道線開通。川口元郷駅、新井宿駅、戸塚安行駅、東川口駅が開業。
  - 4月1日 - 特例市に移行。
  - 彩の国中核都市の指定を受ける。
- 2003年（平成15年）
  - 2月1日 - SKIPシティが開設。
  - 9月8日 - サッポロビール埼玉工場が閉鎖される。
- 2005年（平成17年）11月29日 - サッポロビール埼玉工場跡地にアリオ川口が開店。
- 2006年（平成18年）4月6日 - キュポ・ラがオープン。
- 2011年（平成23年）
  - 3月 - 埼玉県南児童相談所が、さいたま市浦和区元町2丁目から川口市芝下1-1-56に移転。
  - 10月11日 - 鳩ヶ谷市を川口市に編入。
- 2012年（平成24年）11月11日 - 「川口宿鳩ヶ谷宿日光御成道まつり」を開催。
- 2017年（平成29年）
  - 3月 - 特例市から中核市への移行を市議会が議決。
  - 7月 - 特例市から中核市への移行を埼玉県議会が議決し、同月23日に総務省へ中核市の指定を求める申し出を提出。
  - 11月29日 - 政府の閣議にて特例市から中核市への移行が決定[19]。
- 2018年（平成30年）

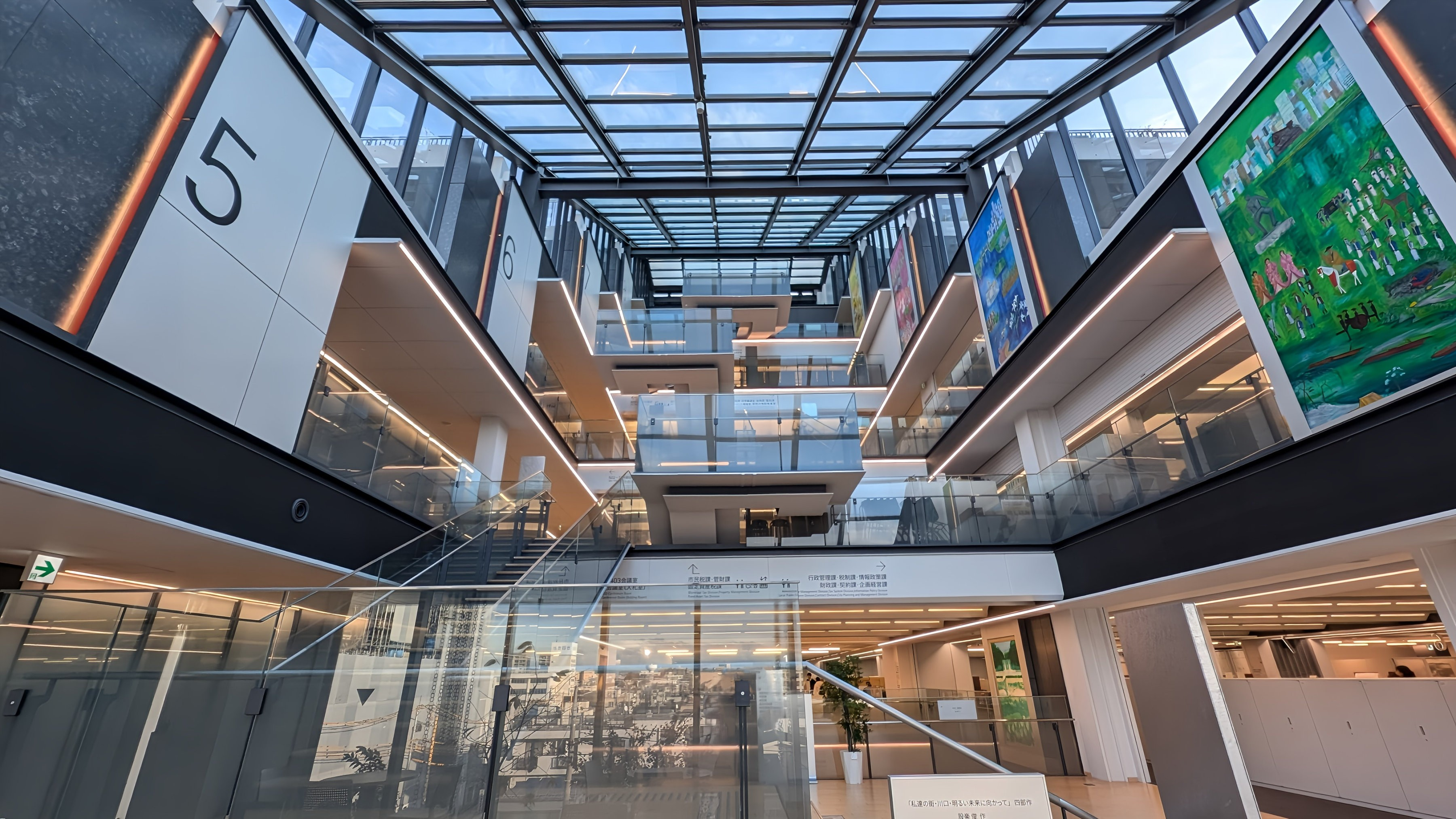
市役所庁舎・シビックキューポラ

- - 4月1日 - 中核市に指定[20]。中核市の誕生は埼玉県で3番目となる。保健所行政や福祉・医療分野などを中心に権限が県から市に移譲される。
- 2020年（令和2年）4月13日 - 改築に伴う、新市役所庁舎が幸町1丁目6番1号にて業務開始。
- 2021年（令和3年）2月28日 - 川口そごう閉店。
- 2022年（令和4年）4月25日 - 首都高速川口-足立線に、川口ハイウェイオアシスが設置される。
- 2023年（令和5年）
  - 4月1日 - 「大きな声で川口が大好きだと叫んでみませんか川口プライド条例」施行[21]。
  - 9月23日 - 川口ハイウェイオアシスに、イイナパーク川口が設置される。
  - 11月1日 - 川口そごうの地上権が、三井不動産レジデンシャルに売却される。それに伴い、川口市と三井不動産レジデンシャルの間で、町作りに関する協定が締結される（川口そごうは、市の再開発公社も地主だったため）。
- 2024年（令和6年) 
  - 3月27日 - 株式会社プラスロボとの連携協定が締結され、スケッター事業が開始される。
- 2025年（令和7年）
  - 1月3日 - 朝日環境センターにて、火災が発生。それに伴い、一般塵芥収集事業が一時的に停止。

### 行政区域の変遷
- 1933年（昭和8年）4月1日 - 川口町、青木村、横曽根村ならびに南平柳村が合併し発足。
- 1940年 （昭和15年）4月1日 - 戦時合併により鳩ヶ谷町・新郷村・神根村・芝村が川口市に編入される。
- 1950年（昭和25年）11月1日 - 旧鳩ヶ谷町が住民投票により川口市から独立し、新たに鳩ヶ谷町が設置される。これにより旧新郷村域が飛地になる。

- 1956年（昭和31年）4月1日 - 安行村が川口市に編入合併される。これにより旧新郷村域の飛地 が解消し、鳩ヶ谷町は東京都と接する南方の一部を除き全てを川口市に囲まれる。
- 1962年（昭和37年）5月1日 - 美園村のうち、旧戸塚村全域と旧大門村の一部の区域（差間と行衛）が川口市に編入される。
- 2011年（平成23年）10月11日 - 鳩ヶ谷市を編入合併。

### 平成の大合併
川口市、鳩ヶ谷市（現川口市）、草加市、戸田市、蕨市で形成される県南5市づくり協議会で合併案が浮上した。
2002年（平成14年）、隣接する鳩ヶ谷市（現在は川口市）・蕨市との間に市町村合併に関する任意協議会が置かれ、合併の構想が進められてきた（翌年には法定協議会を設置）。しかし、2004年（平成16年）に新市名を「武南市」とする決議が合併協議会で可決されると、事前に行った市名公募の質問紙を用いた調査において1位となった「川口市」の名称が使用されないことなどを理由に、川口市が協議会の離脱を表明し、合併協議会も解散に至った。詳細は「武南市」参照。
鳩ヶ谷市が合併協議会解散後に行った「合併に関する全世帯意向調査」で、「川口市との合併」が過半数に達し、編入合併についても3割以上の賛成があり、2009年（平成21年）に鳩ヶ谷市が川口市に改めて合併協議を申し入れ、2市による任意合併協議会が設立された。特筆すべきこととして、川口市は旧鳩ヶ谷市との合併を実現するにあたり、川口市は旧鳩ヶ谷市民が排出したごみを処理する代わりに、旧鳩ヶ谷市は川口市民が排出する屎尿（しにょう）を処理するという広域行政を実現することを事実上の合併の条件として旧鳩ヶ谷市に課し、旧鳩ヶ谷市域の八幡木においてし尿処理施設である鳩ヶ谷衛生センターが建設された。
2010年（平成22年）9月28日に、任意合併協議会が法定合併協議会「川口市・鳩ヶ谷市合併協議会」へ移行し、鳩ヶ谷市を川口市に編入する「編入合併」とし、合併の期日を2011年（平成23年）10月11日とすることが決定した。2011年1月28日に川口市と鳩ヶ谷市の合併協定書が調印され、同年3月9日に川口市議会が合併関連議案を可決した。なお、旧鳩ヶ谷市の川口市への吸収合併にあたり、「本町」など両市に共通する地名を修正する必要があったため、旧鳩ヶ谷市内の重複地名には「鳩ヶ谷」の名称を施すことで、合併前の川口市内の重複地名との区別が図られた（本町→鳩ヶ谷本町、南→南鳩ヶ谷、緑町→鳩ヶ谷緑町）。

#### 経緯
- 2003年（平成15年）12月24日 - 合併特例法に基づき、「川口市・蕨市・鳩ヶ谷市法定合併協議会」が設立。
- 2004年（平成16年）9月30日 - 新市名「武南市」の決定が民意を無視しているとして、川口市が合併協議会を離脱。
- 2009年（平成21年）12月24日 - 「川口市・鳩ヶ谷市任意合併協議会」設立。
- 2010年（平成22年）9月28日 - 「川口市・鳩ヶ谷市任意合併協議会」が、法定合併協議会「川口市・鳩ヶ谷市合併協議会」へ移行。
- 2011年（平成23年）1月28日 - 川口市・鳩ヶ谷市の市長が合併協定書に調印。
- 2011年3月9日 - 川口市議会が合併関連議案を可決。
- 2011年3月25日 - 川口市・鳩ヶ谷市の市長及び市議会議長により埼玉県に合併申請が行われる。
- 2011年7月8日 - 埼玉県議会が合併関連議案を可決。
- 2011年7月11日 - 埼玉県知事により廃置分合（合併）の決定を行う。
- 2011年8月12日 - 『官報』に総務大臣告示が掲載される。
- 2011年10月11日 - 鳩ヶ谷市を編入合併（1940年に旧鳩ヶ谷町が一度川口市に編入され、1950年に分離された歴史があり、歴史的には再編入となる）。
- 2011年11月6日 - 旧鳩ヶ谷市域を対象にした川口市議会議員増員選挙を実施。

### 市名の由来
市名の由来は正確にはわかっていないが、鎌倉時代後期に作られた日記文学『とはずがたり』に「小川口（こかわぐち）」という地名が記されており、後にこれが「川口」になったとされる。「小川口」の由来は、芝川と入間川（現・荒川）の合流地点に位置したことからとされている。

## 友好都市・姉妹都市

### 教育提携

#### 2018年（平成30年）指定
- アメリカ合衆国 オハイオ州 フィンドレー市

## 人口
| |                                        |  |
| 川口市と全国の年齢別人口分布（2005年） | 川口市の年齢・男女別人口分布（2005年） |  |
| ■紫色 ― 川口市 ■緑色 ― 日本全国 | ■青色 ― 男性 ■赤色 ― 女性              |  |
| 川口市（に相当する地域）の人口の推移 \| 1970年（昭和45年） \| 357,263人 \| \| \| 1975年（昭和50年） \| 402,231人 \| \| \| 1980年（昭和55年） \| 435,310人 \| \| \| 1985年（昭和60年） \| 458,439人 \| \| \| 1990年（平成2年） \| 495,120人 \| \| \| 1995年（平成7年） \| 504,618人 \| \| \| 2000年（平成12年） \| 514,545人 \| \| \| 2005年（平成17年） \| 538,434人 \| \| \| 2010年（平成22年） \| 561,211人 \| \| \| 2015年（平成27年） \| 578,112人 \| \| \| 2020年（令和2年） \| 594,274人 \| \| |                                        |  |
| 総務省統計局 国勢調査より |                                        |  |
| 1970年（昭和45年） | 357,263人                              |  |
| 1975年（昭和50年） | 402,231人                              |  |
| 1980年（昭和55年） | 435,310人                              |  |
| 1985年（昭和60年） | 458,439人                              |  |
| 1990年（平成2年） | 495,120人                              |  |
| 1995年（平成7年） | 504,618人                              |  |
| 2000年（平成12年） | 514,545人                              |  |
| 2005年（平成17年） | 538,434人                              |  |
| 2010年（平成22年） | 561,211人                              |  |
| 2015年（平成27年） | 578,112人                              |  |
| 2020年（令和2年） | 594,274人                              |  |

2021年8月時点、人口は政令指定都市を除いた市では千葉県船橋市に次いで全国第2位。JR特急列車が停車しない市としては日本で最も多い人口を擁する。1995年に旧浦和市（現：さいたま市）にその座を譲るまで、旧鳩ヶ谷市を除いても埼玉県内において最多の人口を擁していた（但し、2023年2月以降、旧鳩ヶ谷市域も含む川口市の推計人口は、旧浦和市域にほぼ相当する桜区・浦和区・南区・緑区の合計人口を下回っている）。2009年5月には住民基本台帳の人口が50万人を超え、鳩ヶ谷市編入後の2017年12月には60万人を突破した。人口密度は中核市の中で、大阪府の豊中市、吹田市に次いで3位である。

### 市内在留外国人と各内訳
2023年6月現在、在留外国人数は4万1471人となっており、これは全国の自治体（政令市の区を含めた市区町村）で最多であり、人口の約6.4％を占めている。国籍別では中国（23,637人）が最も多く、次にベトナム（4,451人）、フィリピン（2,805人）、韓国・朝鮮（2,699人）と続き、ネパール（1,248人）が5番目となっている。在留外国人統計（2023年12月）で、「川口市内在住のトルコ国籍」の在留資格の内訳を見ると、「留学」12人、「経営・管理」22人などがあるが最多は「特定活動」の801人である。この「特定活動」は難民申請後は労働許可があることを悪用した不法就労者と指摘されている。2015年5月の読売新聞報道時点では「川口、蕨市のクルド人在留者数」が約600人であったが、トルコ国籍者に対するノービザは続いたことで2024年半ば時点には川口市在住者だけで在日クルド人が2000〜3000人へと急増した。在日クルド人らは新参者も先駆者家族も、川口市南西部や蕨市に集中して居住している。

## 行政
歴代市長はCategory:川口市長参照。
- 市長：奥ノ木信夫（2014年2月9日就任 3期目）
- 副市長：清水竹敏（2019年4月から）
- 副市長：栗原明宏（2021年7月から）

### 国の機関
- さいたま地方検察庁川口区検察庁

- さいたま地方法務局川口出張所
- 川口税務署
- 西川口税務署

- 川口労働基準監督署
- 川口公共職業安定所
- 農林水産省関東農政局土地改良技術事務所
- 国土交通省荒川下流河川事務所新芝川排水機場
- 日本年金機構川口年金相談センター
- 科学技術振興機構

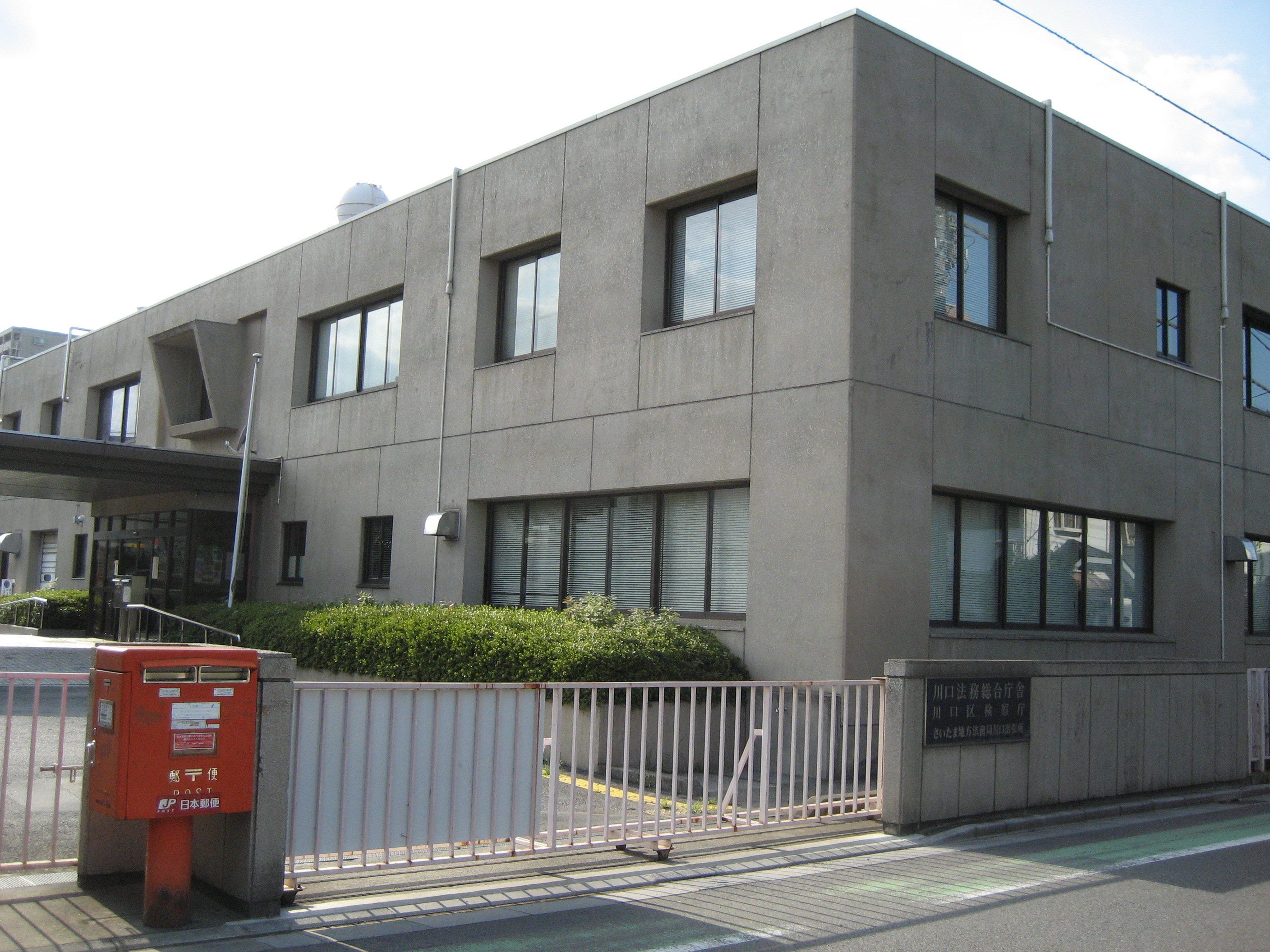
川口区検察庁・さいたま地方法務局川口出張所
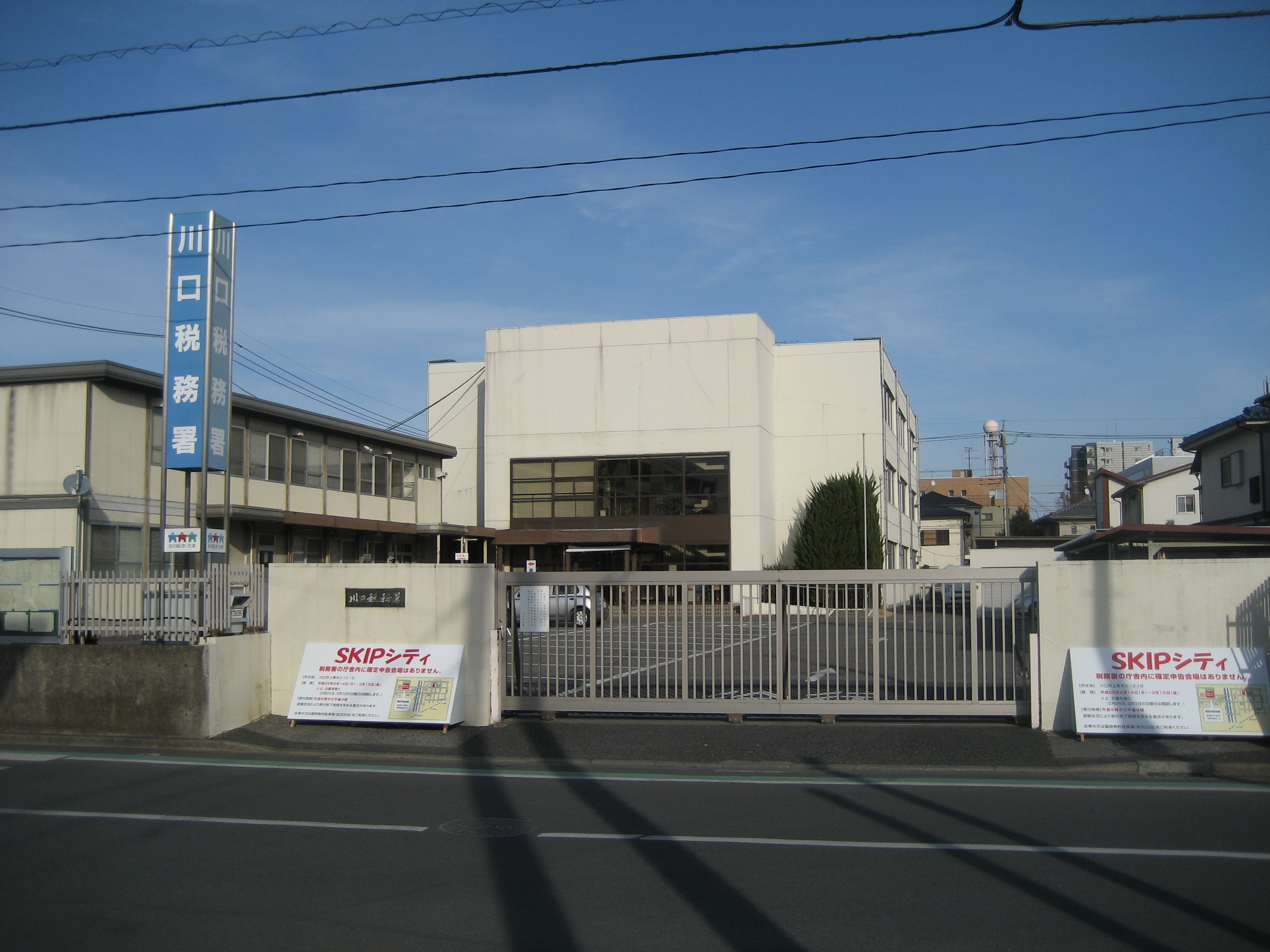
川口税務署
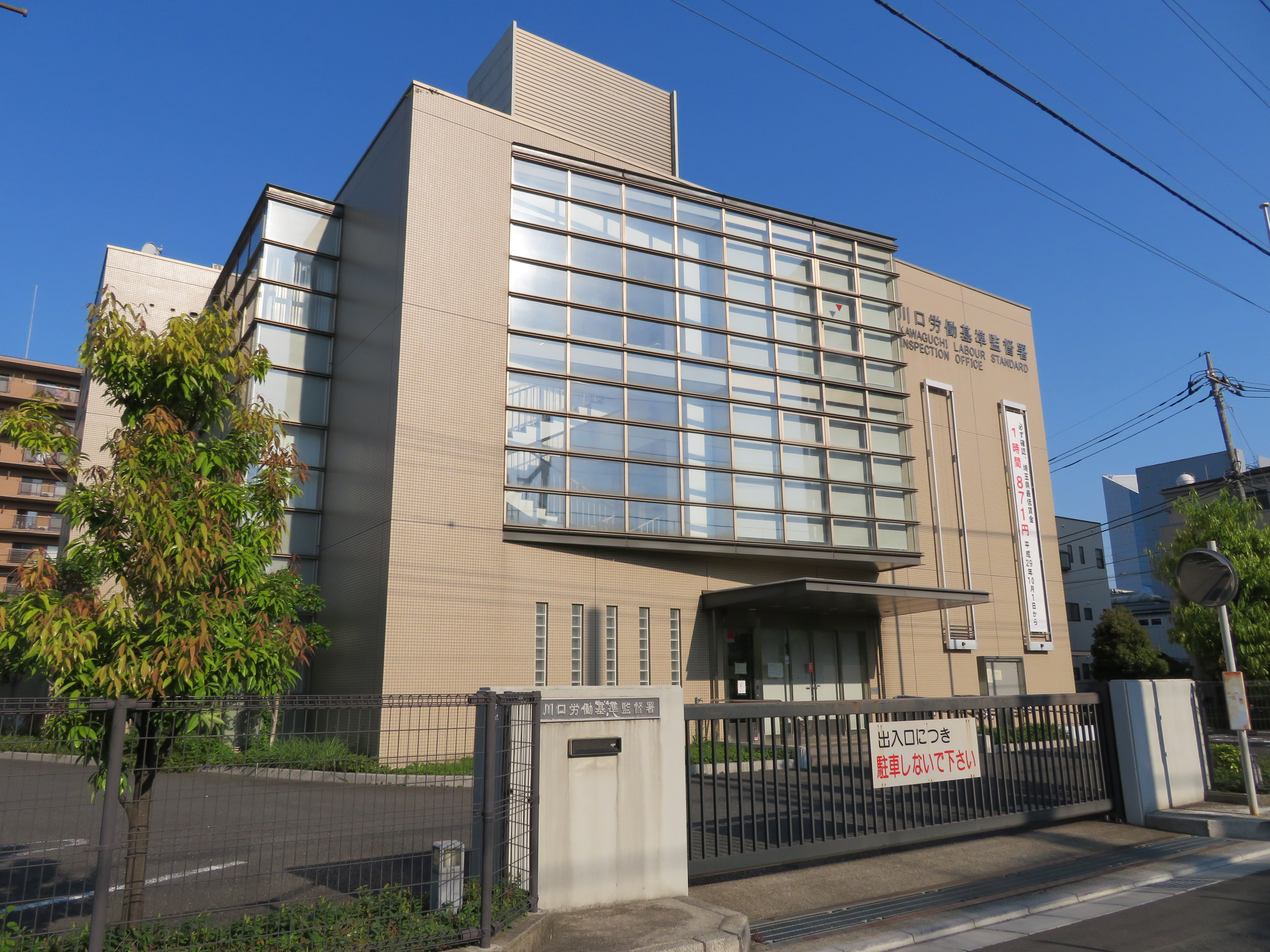
川口労働基準監督署

### 埼玉県の機関
- 川口県税事務所（川口地方庁舎内）
- 南部地域振興センター（川口地方庁舎内）
- 埼玉県消費生活支援センター
- 南部保健所（2018年4月1日‐川口市保健所が設置されたことに伴い、川口保健所から名称を変更。戸田市と蕨市を管轄。）
- 食肉衛生検査センター川口分室

- さいたま県土整備事務所柳根排水機場
  - 三領排水機場
  - 領家水門管理所
- 花と緑の振興センター
- SKIPシティA1埼玉県産業技術総合センター
- SKIPシティA2彩の国ビジュアルプラザ
- 川口警察署
- 武南警察署

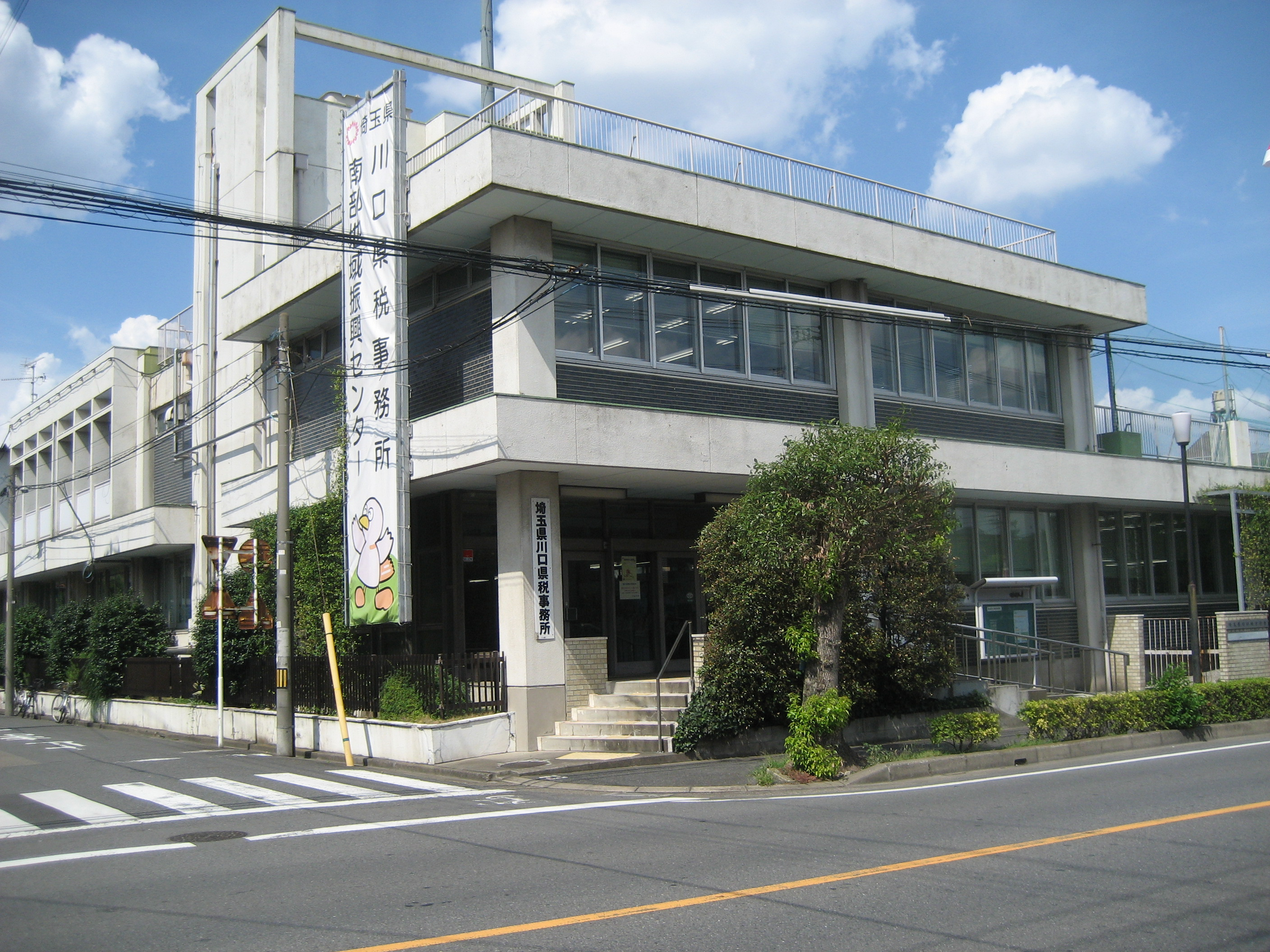
川口地方庁舎
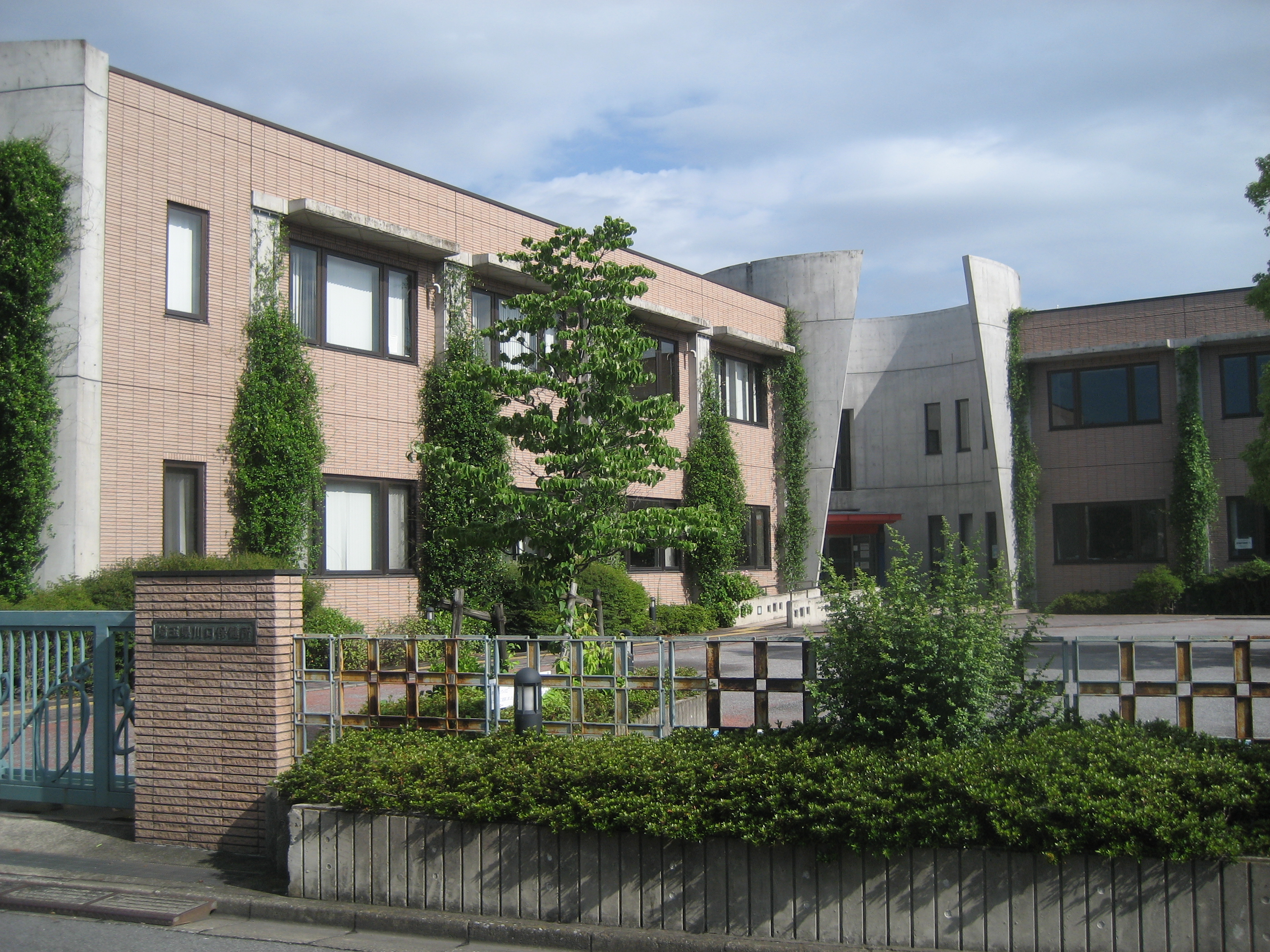
南部保健所・川口市保健所
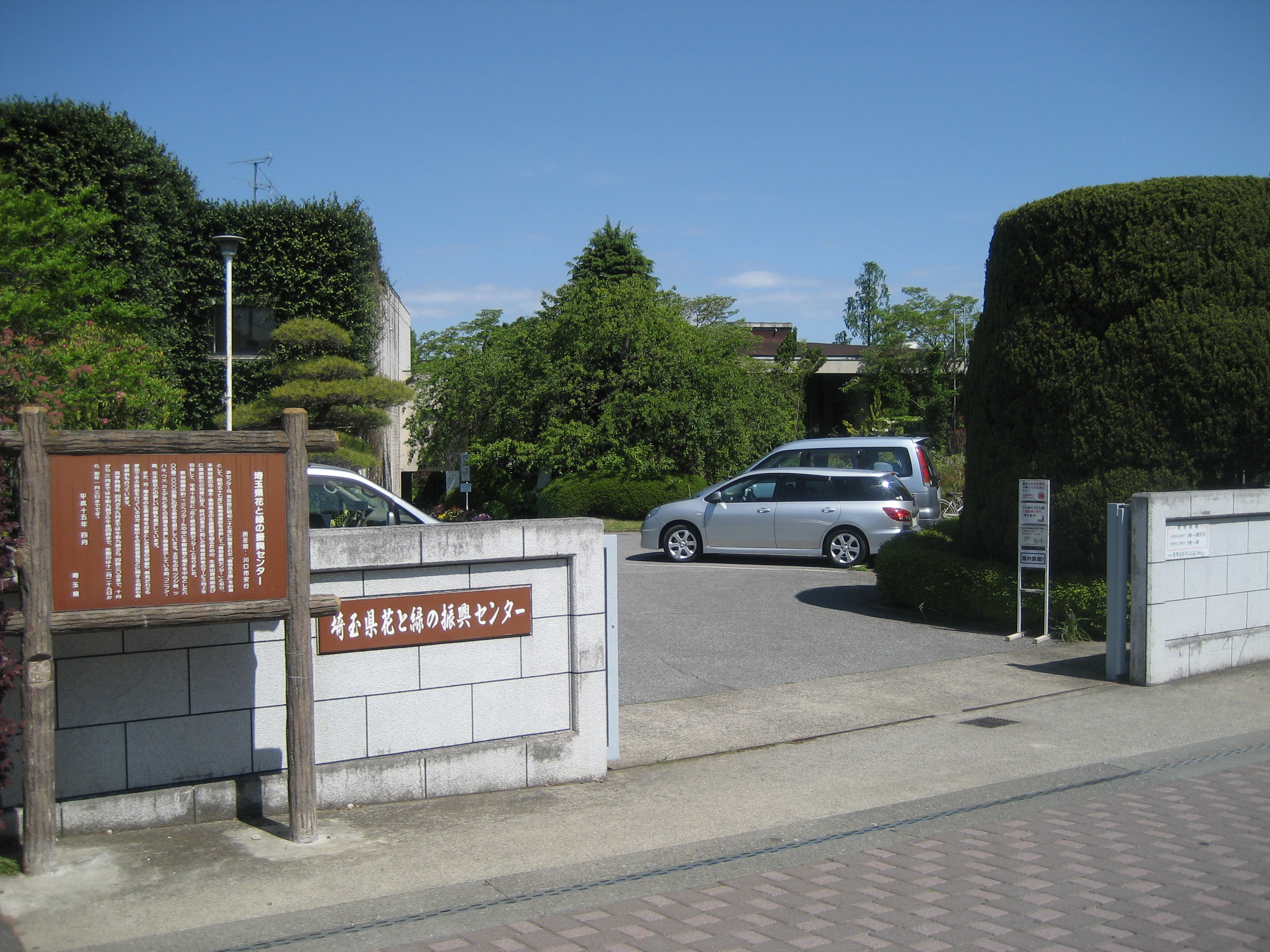
花と緑の振興センター

### 川口市の機関
- 川口市役所鳩ヶ谷庁舎
- 川口市水道局
- 東川口駅前行政センター
- 安行支所
- 芝支所
- 新郷支所
- 神根支所
- 川口駅前行政センター
- 川口駅前市民ホールフレンディア
- グリーンセンター
- 川口市分析センター
- 青少年会館
- 川口市役所厚生会館
- 川口市役所メディアセブン
- 川口市役所かわぐち市民パートナーステーション
- 川口市役所教育研究所教育相談室
- 川口市役所蕨駅前芝連絡室
- 川口市役所西川口駅連絡室
- SKIPシティA1川口市立科学館・サイエンスワールド
- 川口市パスポートセンター

- 保健所地域保健センター
- サンアール朝日（プール、露天風呂など）[27]
- 中央ふれあい館
- 鳩ヶ谷衛生センター
- 戸塚体育館
- 川口総合文化センター リリア
- 青木町公園総合運動場
- 新郷学校給食センター
- 神根学校給食センター
- 南平学校給食センター
- 芝スポーツセンター
- 安行スポーツセンター
- 西スポーツセンター
- 新郷スポーツセンター
- 東スポーツセンター
- 北スポーツセンター
- 鳩ヶ谷スポーツセンター
- 川口市保健所（2018年4月‐埼玉県南部保健所庁舎内に設置）
- 川口市めぐりの森（火葬施設　2018年4月開場）
- イイナパーク川口（赤山歴史自然公園　2018年4月一部開園）

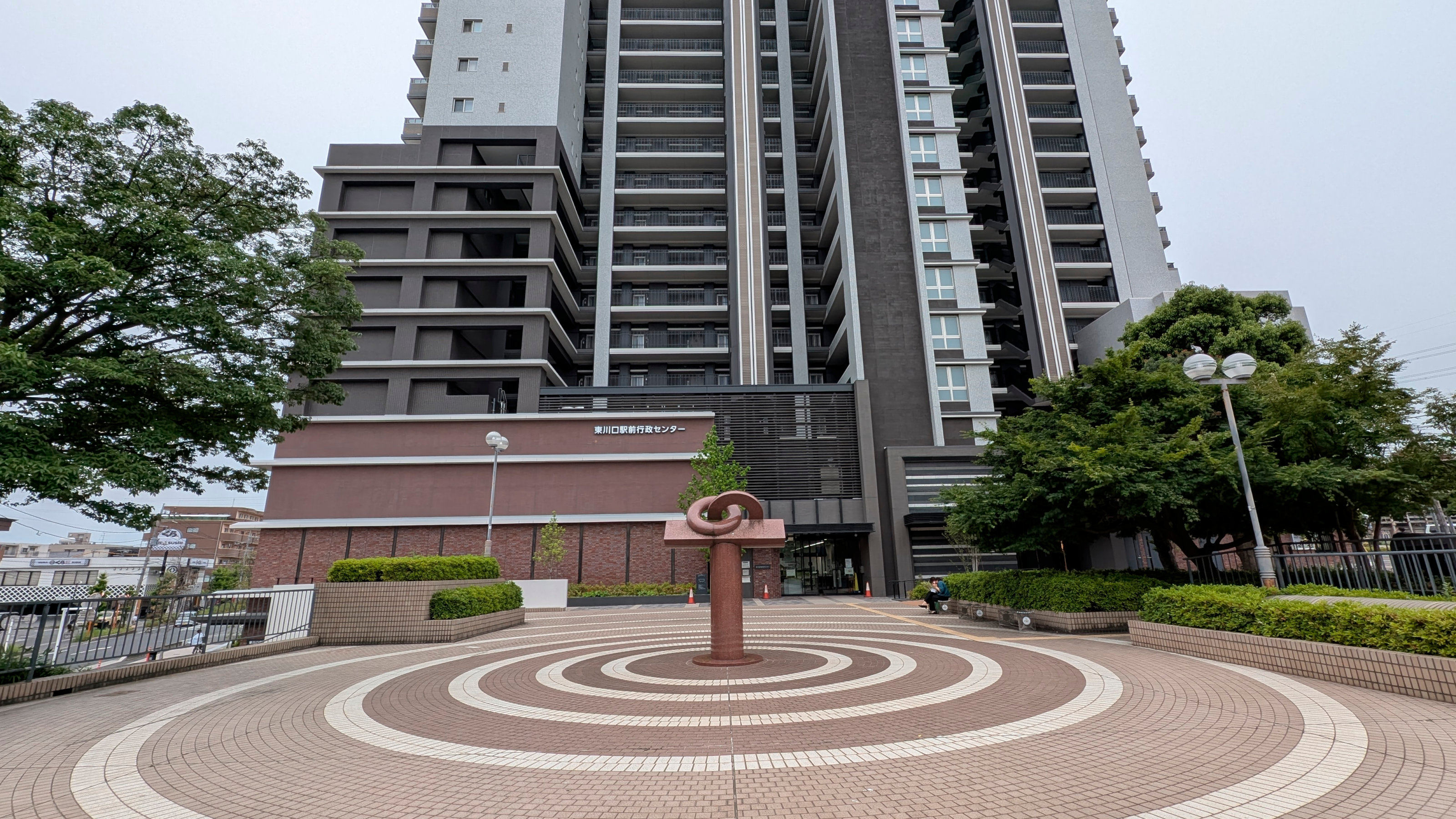
東川口駅前行政センター
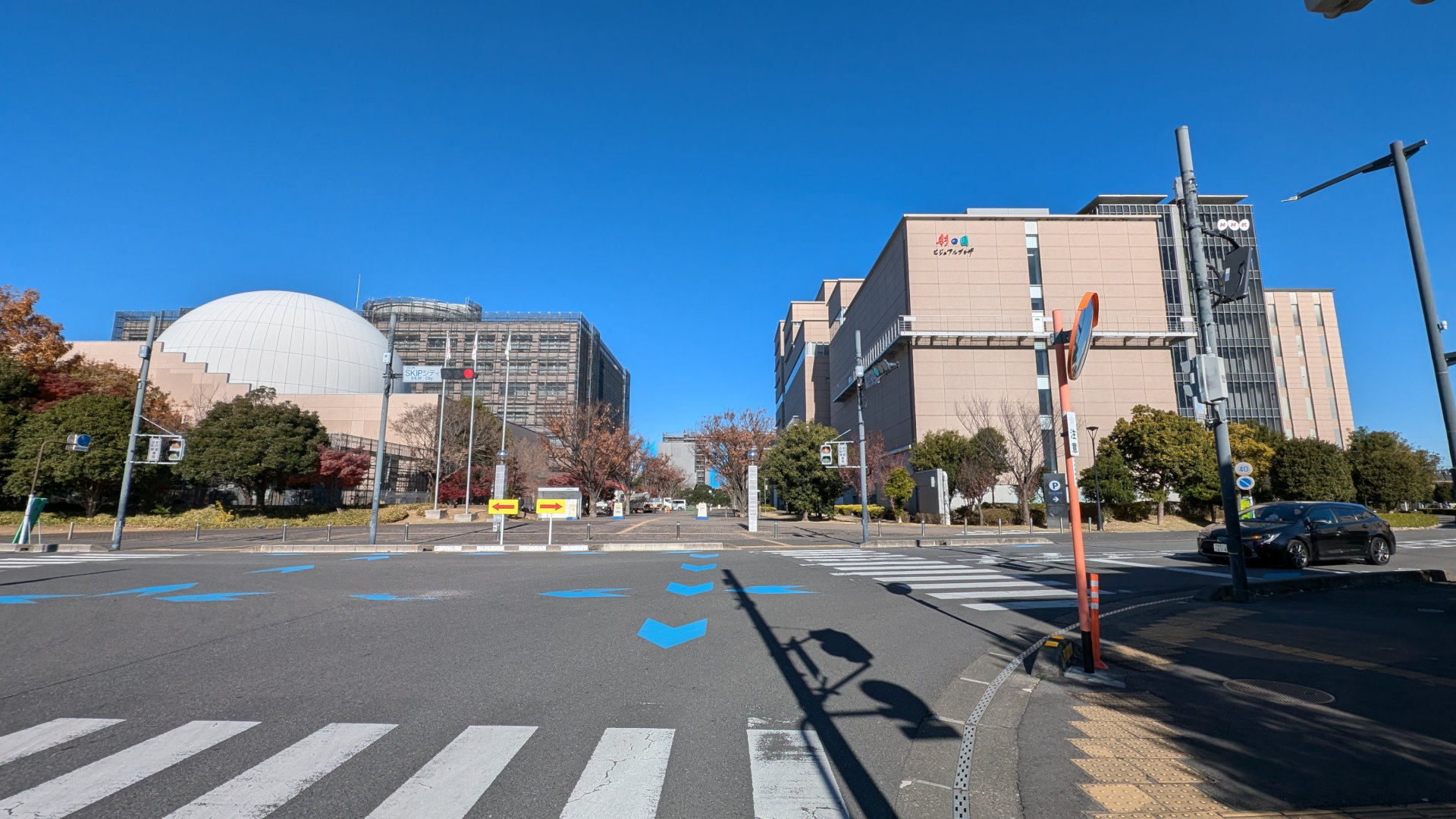
SKIPシティ・南側
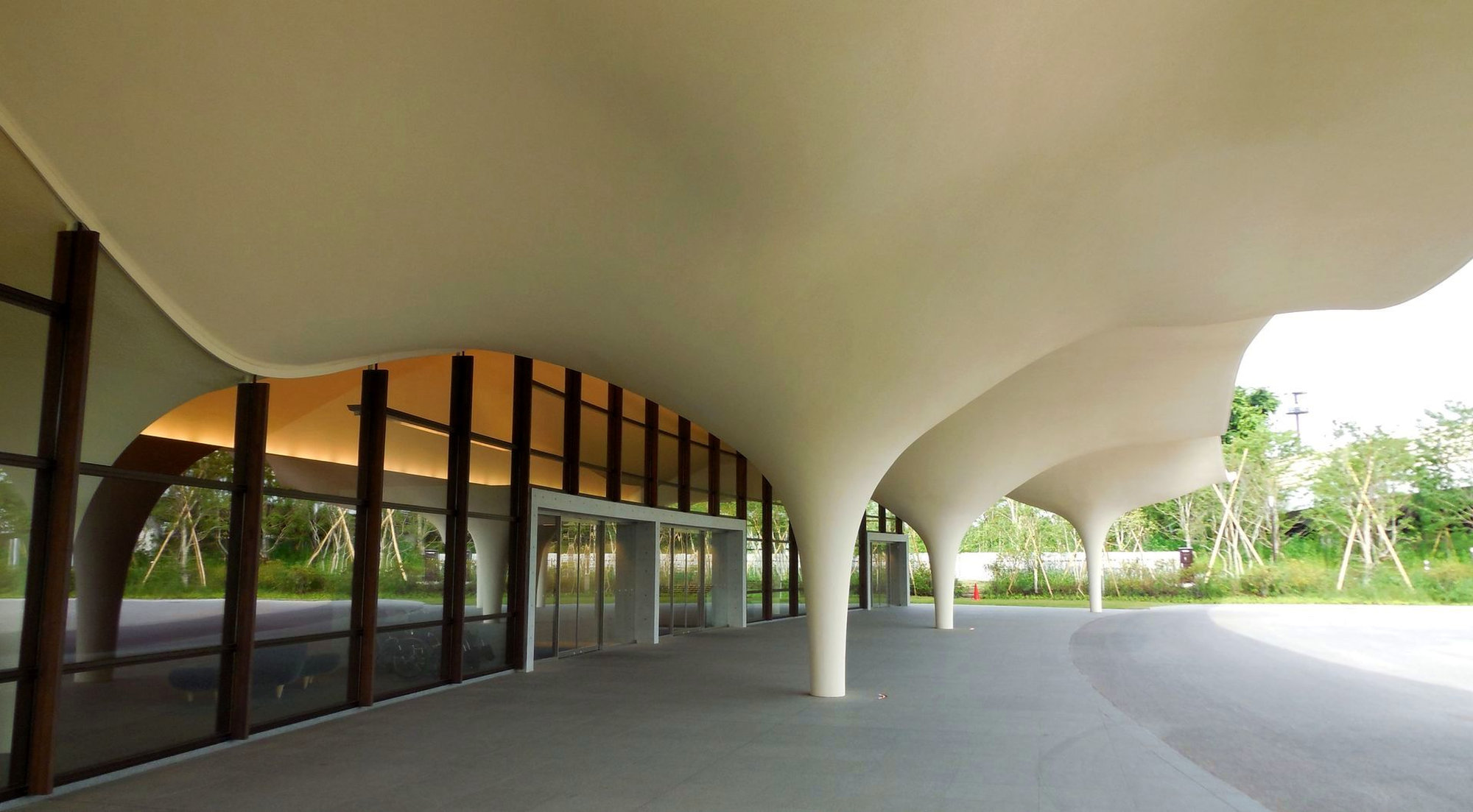
川口市めぐりの森・入り口前
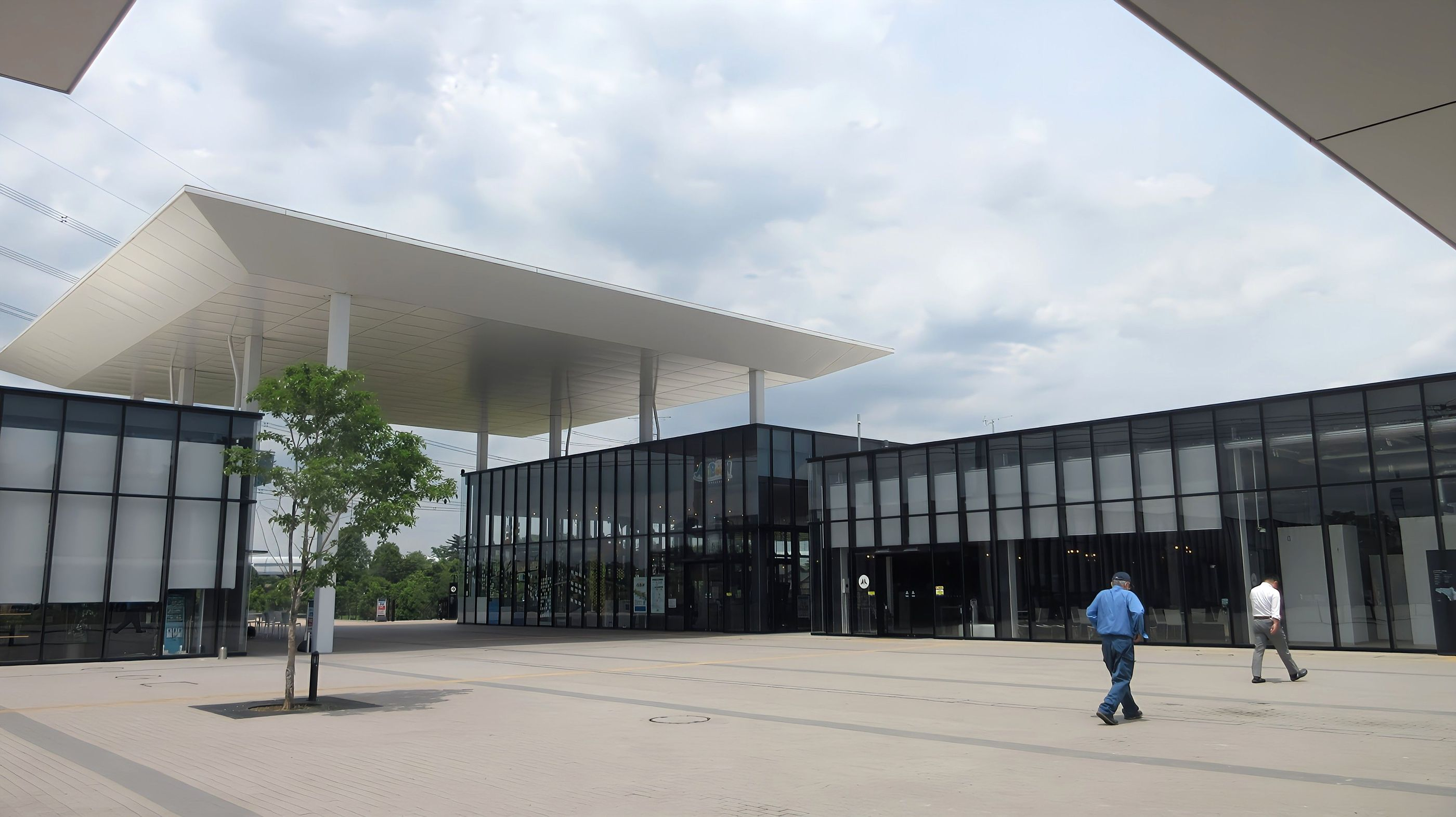
イイナパーク(レストラン、遊び場)

### 広域行政
一部事務組合
- 戸田ボートレース企業団：戸田市及び蕨市とともに戸田競艇の開催に関する事務を共同で行っている。

協議会
- 埼玉県南4市まちづくり協議会：草加市、蕨市、戸田市とともに、4市で共通する広域的な行政課題の連絡調整、図書館の相互利用、災害時における避難場所の相互利用、健康づくりをテーマとした各種のスポーツ交歓大会等の各種事業を開催している。また、政令指定都市を目的とした取り組みも実施している。

### 財政
2022年度予算及び執行状況から市の財政状況を記す。
| 項目             | 金額またはパラメータ |
| ---------------- | -------------------- |
| 歳入金額         | 2474億6272万５千円   |
| 歳出金額         | 2351億9141万円       |
| 地方税収入       | 975億3318万5千円     |
| 地方債残高       | 174億1429万2千円     |
| 財政力指数       | 0.94                 |
| 実質公債比率     | 3.1%                 |
| 将来負担比率     | 6.7%                 |
| 経常収支比率     | 97.8%                |
| 地方交付税依存度 | 3.4%                 |

## 司法
- 川口簡易裁判所

## 立法

### 市議会
- 定数：42名
- 任期：2023年（令和5年）5月2日 - 2027年（令和9年）5月1日

### 埼玉県議会（南第2区）
- 定数：7名
- 任期：2023年（令和5年）4月30日 - 2027年（令和9年）4月29日

| 氏名       | 会派名                     | 備考             |
| ---------- | -------------------------- | ---------------- |
| 岡村ゆり子 | 無所属県民会議             |                  |
| 永瀬秀樹   | 埼玉県議会自由民主党議員団 |                  |
| 立石泰広   | 埼玉県議会自由民主党議員団 |                  |
| 塩野正行   | 埼玉県議会公明党議員団     |                  |
| 萩原一寿   | 埼玉県議会公明党議員団     |                  |
| 山崎淳     | 日本共産党埼玉県議会議員団 |                  |
| 白根大輔   | 埼玉民主フォーラム         | 党籍は立憲民主党 |

### 衆議院
- 選挙区：埼玉県第2区（東川口駅前行政センター（旧戸塚支所）[29]管内・神根支所管内（大字安行領根岸（290〜676・711・712番地を除く）、大字安行領在家（113〜116番地・226〜282番地を除く）、大字道合、大字神戸、大字木曽呂（1313・1336・1341・1365・1369〜1372・1392〜1399・1409・1419〜1427・1450・1459〜1462・1467・1468・1473・1477〜1479・1486〜1488・1492〜1524・1528〜1560番地を除く）、大字源左衛門新田、大字東内野、大字石神、大字赤芝新田、大字赤山、大字新井宿、大字西新井宿）・安行支所管内（大字安行慈林614〜629番地））を除く区域。除かれた区域は埼玉県第3区へ選挙区が「第50回衆議院議員総選挙」より変更となった。
- 任期：2024年（令和6年）10月27日 - 2028年（令和10年）10月26日（「第50回衆議院議員総選挙」参照）

| 選挙区      | 議員名     | 党派名       | 当選回数 | 備考     |
| ----------- | ---------- | ------------ | -------- | -------- |
| 埼玉県第2区 | 新藤義孝   | 自由民主党   | 9        | 選挙区   |
| 埼玉県第2区 | 高橋英明   | 日本維新の会 | 2        | 比例復活 |
| 埼玉県第3区 | 黄川田仁志 | 自由民主党   | 5        | 選挙区   |
| 埼玉県第3区 | 竹内千春   | 立憲民主党   | 1        | 比例復活 |

## 経済

### 工業

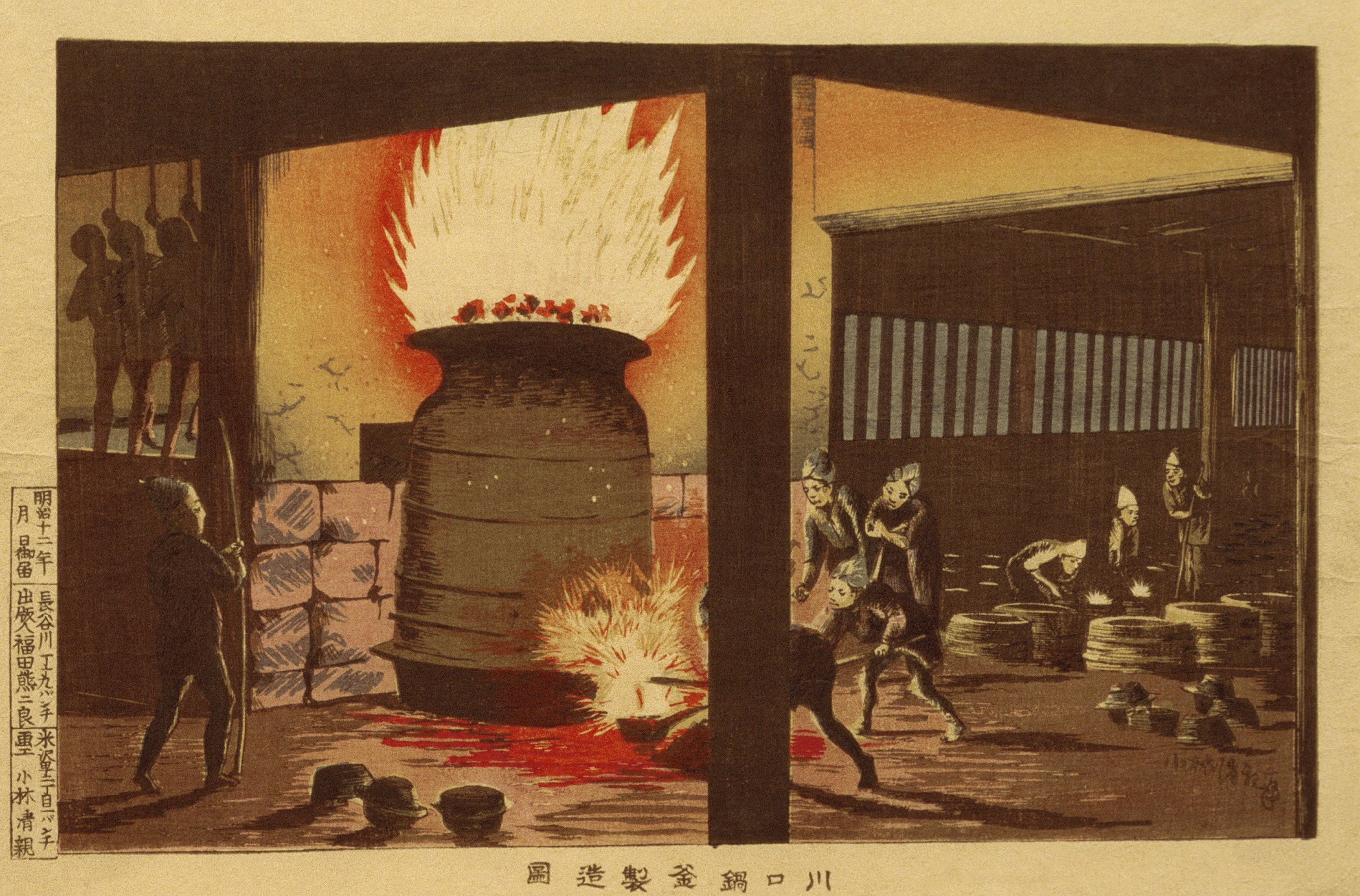
川口の鍋釜製造の図。小林清親画。1879年

川口市は埼玉県を代表する工業都市であり、産業構造が似ている全国6都市で「中小企業都市連絡協議会」を組織し（現在は解散）、「中小企業都市サミット」を開いている。中でも最も有名な産業は、鋳物工業である。
江戸時代に農閑期の副業として始まった鋳物工業は、荒川の砂や粘土、大消費地である江戸への舟運に恵まれて発達した。鍋、釜などの日用品のほか、江戸幕府や諸藩の大砲や砲弾の鋳造が行なわれていた。幕末の動乱期には、勝海舟の指示により川口の鋳物で大砲が製造されている。
明治維新後は、永瀬庄吉ら先覚者の技術改良や日清戦争、日露戦争、第一次世界大戦による好況に支えられ、(旧)川口町（現：川口駅南東側一帯）は県下最大の工業都市に発展した。その後、昭和恐慌によって打撃を受けたが、第二次世界大戦後いち早く民需に切り換えて復活、全国有数の鋳物の街となった。
この川口の鋳物の工場街は、女優の吉永小百合をヒットさせた映画『キューポラのある街』（1962年公開）の舞台ともなった。1964年の東京オリンピックでは、川口の鋳物で聖火台が作られ、国立競技場に設置された。
しかし大半が従業員30人未満の中小企業である鋳物業者は、京浜工業地帯の大企業の下請生産が多いため、不況の影響を受けやすいという弱みがあった。また東京都区部に近いことから、1960年代以降は急激に都市化が進み、地盤沈下や騒音公害がひどくなったため、1965年以後、市街地からの工場の計画的移転が実施されるに至った。1971年までに川口駅近くに点在していた鋳物工場の多くは新郷地区など郊外にある工業団地へ移った。駅西口にあった旧工業技術院公害資源研究所は、茨城県つくば市に移転し、現在は産業技術総合研究所の一部門を形成している。
さらに1970年代以降、鋳物工場の跡地に高層マンションの建設が続いている。都市計画の用途地域上、工業地域や準工業地域といった形態規制の緩い地区に指定されていることが理由に挙げられる。

#### 商工会議所
- 川口商工会議所

### 商業施設

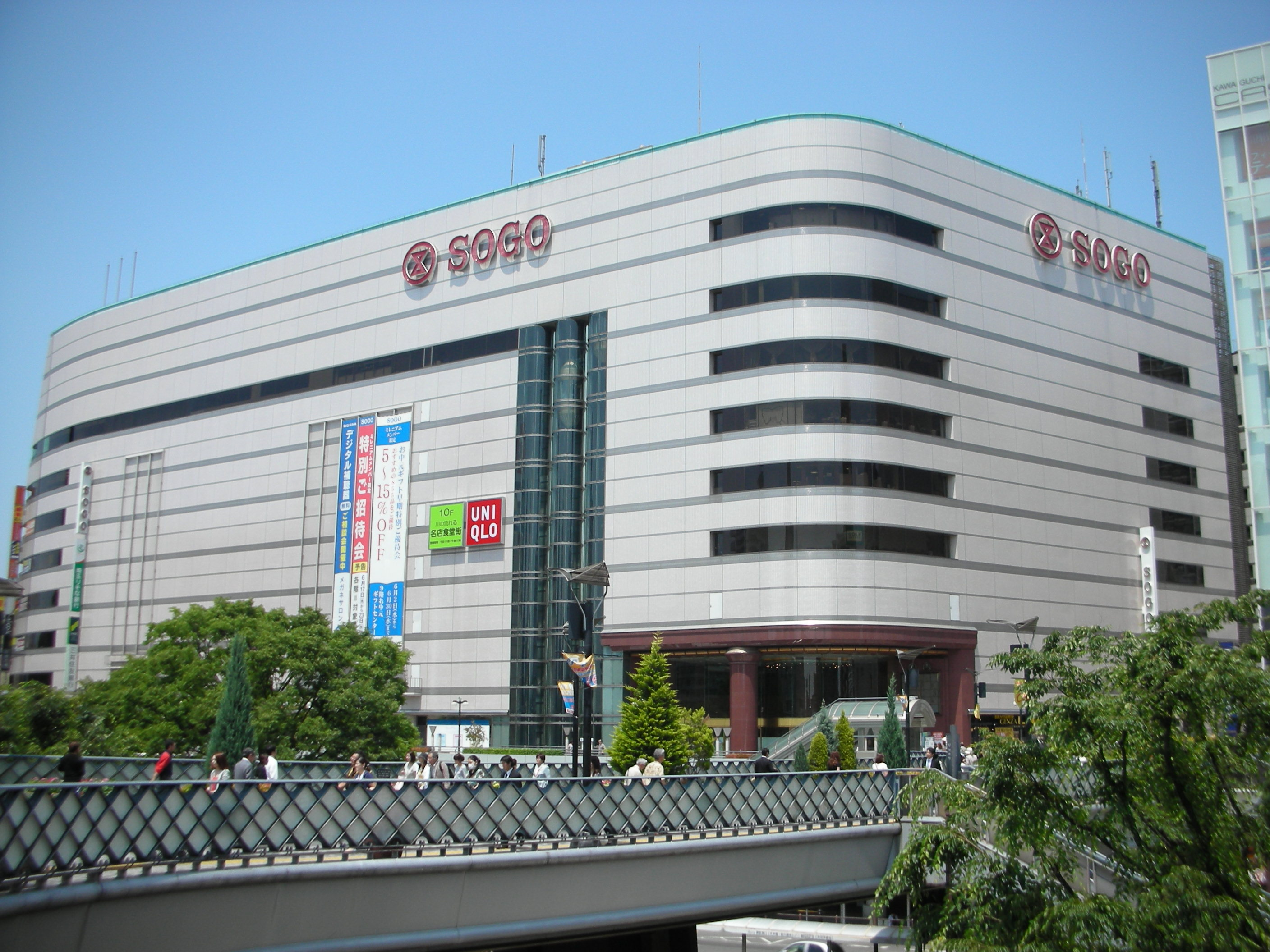
そごう川口店

中心市街地の玄関口となる川口駅東口駅前広場には、1970年に地下街が整備されていた。埼玉県で初となる地下街であったが、1991年に川口駅東口第三工区第一種市街地再開発事業により改札階と同一フロアにペデストリアンデッキが整備された。1992年に地下街は閉鎖され、跡地は川口駅東口地下自転車駐車場として再利用されている。
川口駅のペデストリアンデッキには、1972年8月に開業した丸井川口店と、1991年10月に開業したそごう川口店が接続した。丸井川口店は2004年1月に閉店し、跡地は総合アミューズメント施設のピア川口が入居している。そごう川口店は地下2階、地上11階の再開発ビルのメインテナントであり、開業当初は市内最大級の商業施設だった。売上高は1997年2月期に350億円を超えていた。2005年7月にかわぐちキャスティ、2006年4月にキュポ・ラが開業し、いずれもペデストリアンデッキに接続した。
市内北部は鉄道駅から離れていることもあり、1980年代からショッピングセンターが整備されていた。1984年4月に川口グリーンシティ（現：イオンモール川口）が開業し、2000年11月にダイヤモンドシティ・キャラ（現：イオンモール川口前川）が開業した。市内南部も工場跡地にショッピングモールが整備され、2005年11月にサッポロビール埼玉工場跡地にアリオ川口が開業し、市内に映画館が復活した。2008年11月に川口金属工業本社工場跡地にララガーデン川口が開業した。
そごう川口店は、市内でこれらのショッピングセンターが相次いで開業して競合が激化し、通信販売が普及したことにより営業不振に歯止めがかからず、令和3年(2021年)2月に閉店した。跡地は令和3年(2021年)6月から新型コロナウイルスワクチンの集団接種会場に指定されていた。集団接種会場としては、令和5年(2023年)5月31日に終了した。
2023年9月12日には、旧そごう川口店の管理権を有していた「そごう・西武」がフォートレス・インベストメント・グループに売却されたことに伴い、三井不動産へ売却が行われた。
そごう川口店跡地に「ららテラス川口」が2025年5月31日にグランドオープンした。

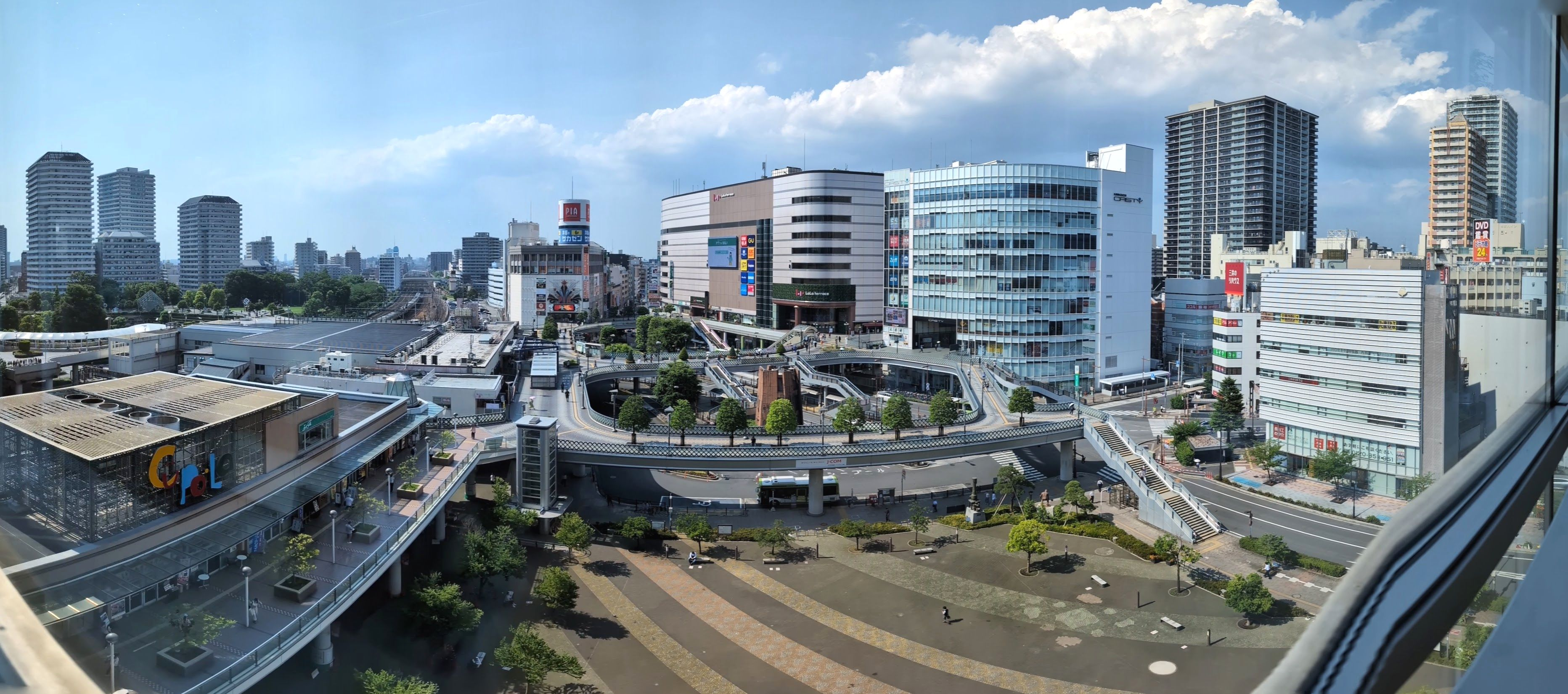
川口駅東口キュポ・ラ広場
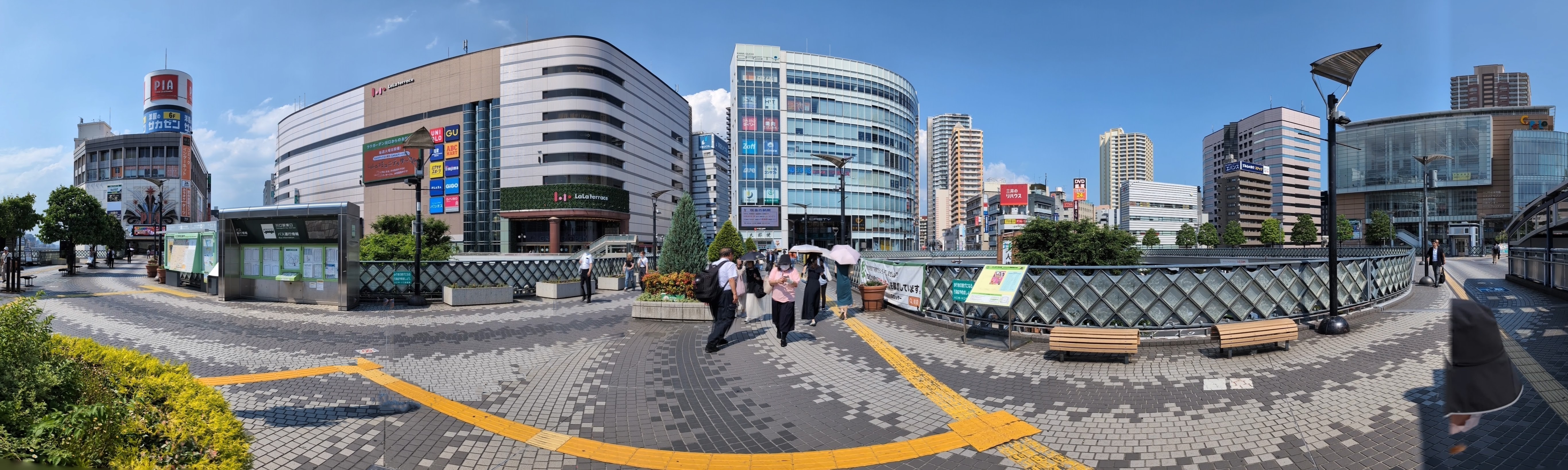
ペデストリアンデッキと「ららテラス川口」

### 主な商業施設
- キュポ・ラ
- かわぐちキャスティ
- アリオ川口
- イオンモール川口
- イオンモール川口前川
- ミエルかわぐち
- ララガーデン川口
- ららテラス川口 - 2025年5月31日開業

### マスメディア
- NHKアーカイブス - 日本放送協会（NHK）のテレビ・ラジオの映像・音源を保存・公開する施設。旧NHK川口ラジオ送信所跡地に立地。
- FM川口
- 文化放送川口送信所 - 文化放送の送信所。川口から関東一円に電波を発信する。

### 本社を置く主な企業
- アイシン産業株式会社
- アヴェントゥーラ川口
- 青木信用金庫
- アルファクラブ武蔵野
- 一会設備
- エスケー住建
- エス・ロジスティクス
- FM川口
- 川口信用金庫
- ASJ
- 金方堂印刷工業
- 川金ホールディングス
- 共立グラビア
- 興新電気
- クイック・ロック・ジャパン株式会社
- 埼玉化工
- 埼玉建興株式会社
- サイボー
- サンキョー株式会社
- サンメンタル工業
- シグマ製作所
- シュウエイ
- 志陽堂
- セントラルインターナショナル
- ダイニチマテニクス
- 東京ガスライフアサヒ株式会社
- トミタ設備工業
- トモエ産業
- エンプラス
- オリエンタルフーズ株式会社
- 川口化学工業
- 川口技研
- タカチ
- 日栄工業
- 日本ジーンウィズ株式会社
- 日本セルフメディカル
- NECCO
- マルシン工業
- バッファロー
- フジムラ製作所
- 武南重機興業
- リースシステム企画
- 羅羅屋

## 地域名称・地域区分

### 地域区分
川口市には113の地区名称があり、川口市管工事業協同組合など行政側はそれらは10地区に分けている。川口市政には南部の地区を中心に10区分を更に19地区へと分ける表記もある。

#### 詳細
概ね旧町村域ごとに、町名・大字名とは別の地区名称が存在する。主にこれは「○○地区」という呼ばれ方をするが、第3次川口市総合計画のように「○○地区」ではなく「○○地域」と表記された文書も存在する。ただし、旧川口宿ならびに旧川口町域に関しては、川口地区とは称さずに中央地区と称している（現在の川口における地理を考えると決して「中央」に位置しているわけではないが、川口市における中心部の意から「中央地区」と称されている）。そして、旧南平柳村域に関しては、南平（なんぺい）地区と称しており、「南平柳地区」とは称されてはいない。
川口市役所や川口駅ならびに川口元郷駅のある中心市街地は南西部に位置する。荒川を隔てて東京都に面し、鉄道や路線バスで結ばれていることから、東京都と通勤・通学の行き来が多い。駅周辺は、竣工当時日本一の高さだったエルザタワー55をはじめ、超高層マンションが林立する。川口駅前一帯の中央地区、川口駅西側の横曽根地区を中心に、中央地区の東に隣接し川口元郷駅が所在する南平地区の西部、中央地区の北に隣接し市役所が所在する青木地区の南部へと市街地が広がる。南平地区には南部や西部の川岸に工場や倉庫が集まっている地域もある。東京都区部に隣接し、また東京都心から10数kmの距離にある市南西部は、戦前の比較的早い時代から都市化が進んだ。このため中央・横曽根・南平柳の各地区及び北部を除く青木地区は、首都圏整備法上の既成市街地としての指定を受けている。
青木地区の南西部と横曽根地区の北部、およびそれら北西にある芝地区の南部は蕨市に隣接しており、西川口駅や蕨駅が最寄りの市街地である。3地区の形は地理的に蕨市がこれらの地区に食い込んだ形となっている。隣接する蕨市、芝地区・横曽根地区・青木地区・中央地区の5地域、それに南平地区の一部といった川口市の西南部は、先駆の経済移民成功者を頼る者たちが集まっていることで在日クルド人が特出して多い地域となっている。
西部にある芝地区は北部と西部をさいたま市と、南部を蕨市と接している。同地区の一部地域は、さいたま市の南浦和駅が最寄りとなっている。住宅と商店が密集し、多くの商店は川口駅周辺から連なって産業道路沿いに存在し、地区内の他の主要道路でも住宅地と商店街が混在するなど全域市街化されている。青木地区の中北部には青木町公園総合運動場、川口オートレース場、SKIPシティ、イオンモール川口前川など大規模な施設も立地している。
東川口駅がある戸塚地区は川口市最北東に位置し、南西部に位置する中央地区から最も遠い位置にある。東川口駅開業に伴い昭和50年代から開発され、以降も相次ぐ区画整理により、市内でも特に都市計画道路が整備された市街地が形成されている。地区全体を南北に縦断している「けやき通り」沿いに商店が立ち並び、けやき通りから離れると住宅街が広がる。市域西部の市街がおおむね川口駅前の中央地区から連続した街並みであるのに対し、戸塚地区は独自の発達をしている。また地理的に隣接する、さいたま市緑区や越谷市との関わりも深い。地区北部の東川口駅は武蔵野線と埼玉高速鉄道線の乗換駅であり、また地区南端に戸塚安行駅も開業するなど交通の便がある。戸塚安行駅の開業に合わせ同駅周辺の区画整理がされた。
戸塚地区の西に隣接する神根地区は一部を除きほとんどの地域が大宮台地上に位置し、市内では最も緑が多く坂も多い。都市計画上の市街化調整区域はこの地区に集中する。西部の柳崎・北園町・在家町など芝川西岸に東浦和駅周辺の住宅地として、さいたま市域とつながった街並みが存在するため、隣接する箇所を中心に同市との関わりが深いが、それ以外の芝川東岸の地域は新井宿・安行領根岸周辺、芝川西岸から道合・神戸付近まで至る「たたら荘前通り」周辺などの一部を除き、市街化された地域は最小限となっている。従って、それ以外の地域では現在でも多くの畑や植木苗の畑が見られ、農業が盛んである。地区南部には、武州鉄道の廃線以来63年ぶりに地区内唯一の鉄道駅である新井宿駅が開業した。この地区は面積が最も広く、東北自動車道や東京外環自動車道などが縦横に通り、川口ジャンクション、川口パーキングエリアも存在する。また、川口市立グリーンセンターや川口市立医療センター、イオンモール川口が立地している。
戸塚地区の南に隣接する安行地区は植木栽培が盛んであり、川口緑化センター、道の駅川口・あんぎょうなどの植物に関係する施設が多い。安行の南にある新郷地区は市域東端で、中央地区周辺から移転してきた鋳物工場などの関係で工業施設が多いほか、関東広域AMラジオ局の文化放送の送信所がある。安行の北部は戸塚安行駅が近いが、この2地区には鉄道が通っていないためバス路線が非常に発達している。西に隣接する鳩ヶ谷地区を越えて中央地区の川口駅などを利用するほか、東部では最寄りの東武スカイツリーラインの草加駅や獨協大学前駅、南部では草加駅に加えて、東京都交通局日暮里・舎人ライナーの開業により、南に隣接する東京都足立区の見沼代親水公園駅も利用可能となった。
鳩ヶ谷地区は、2011年（平成23年）10月11日に旧鳩ヶ谷市から川口市へ編入合併されたことにより、旧鳩ヶ谷市域は川口市における一地区となった。南平地区、青木地区、神根地区、新郷地区、安行地区ならびに東京都足立区に包囲されており、地理的には川口市の中央部に位置している。同地区における公共交通機関として、埼玉高速鉄道鳩ヶ谷駅や南鳩ヶ谷駅、路線バス（埼玉高速鉄道線が開通するまで旧鳩ヶ谷市内唯一の公共交通機関であった）がある。また鳩ヶ谷地区の北部では、神根地区内の新井宿駅が至近に存在する。

### 駅周辺の高層マンション
川口駅周辺の用途地域は商業地域と準工業地域に指定されている地区が広がっており、建築制限が緩い。工場の移転により広大な土地が確保できたため、1990年代から多くの高層マンションが建設された。2000年代に入ると建設ラッシュが相次ぎ、川口駅周辺は20棟を超える高層マンションが林立する。
2007年10月1日に川口市景観計画と川口市景観形成条例が市内全域で施行され、景観形成基準として建築物の高さの最高限度は商業地域でも45mに制限されている。川口駅周辺で指定されている2号再開発促進地区についても、建築物の高さの最高限度は100mに制限され、敷地内には沿道景観の向上に資する緑地または空地を敷地面積の10分の1以上設けることが定められている。
- 高層マンション（20階建以上もしくは60m以上）

| 名称                                             | 高さ    | 階数 | 総戸数 | 竣工年月   | 所在地     | 備考                                                |
| ------------------------------------------------ | ------- | ---- | ------ | ---------- | ---------- | --------------------------------------------------- |
| リプレ川口一番街1号棟                            | 72m     | 25階 | 174戸  | 1992年10月 | 川口三丁目 | 公害資源研究所跡地                                  |
| リプレ川口一番街6号棟                            | 60m     | 20階 | 137戸  | 1992年10月 | 川口三丁目 | 公害資源研究所跡地                                  |
| スカイフロントタワー川口                         | 97m     | 29階 | 177戸  | 1994年2月  | 川口一丁目 | 永瀬鋳工所 工場跡地                                 |
| スカイマークタワー川口                           | 72.4m   | 23階 | 131戸  | 1994年8月  | 飯塚三丁目 |                                                     |
| エルザタワー55                                   | 185.8m  | 55階 | 650戸  | 1998年7月  | 元郷二丁目 | 埼玉県で最も高いビル 日本ピストンリング川口工場跡地 |
| ライオンズプラザ川口                             | 65.4m   | 20階 | 155戸  | 2001年1月  | 飯塚二丁目 |                                                     |
| 川口パークタワー                                 | 103m    | 31階 | 222戸  | 2001年3月  | 幸町一丁目 |                                                     |
| エルザタワー32                                   | 111.95m | 32階 | 389戸  | 2002年2月  | 元郷二丁目 | 日本ピストンリング川口工場跡地                      |
| スカイスクエア川口スカイタワー棟                 | 83.1m   | 25階 | 177戸  | 2003年6月  | 本町四丁目 |                                                     |
| キャメリアタワー川口                             | 106.97m | 30階 | 301戸  | 2004年7月  | 本町四丁目 | 川口市民病院跡地                                    |
| リビオアクシスプレイス                           | 76.9m   | 23階 | 76戸   | 2005年1月  | 本町四丁目 |                                                     |
| パークサイドタワーコスモ川口ステーションフロント | 93.65m  | 29階 | 221戸  | 2005年2月  | 川口四丁目 |                                                     |
| オーベルタワー川口コラージュ                     | 119.20m | 34階 | 421戸  | 2006年1月  | 川口一丁目 |                                                     |
| リビオタワー川口ミドリノ                         | 99.95m  | 32階 | 180戸  | 2006年2月  | 川口一丁目 | 五味鋳工所・朝倉鋳工所跡地                          |
| リボンシティレジデンスウエストアリーナ           | 64.00m  | 20階 | 868戸  | 2006年7月  | 並木元町   | サッポロビール埼玉工場跡地                          |
| シティデュオタワー川口                           | 110.10m | 31階 | 344戸  | 2006年7月  | 栄町一丁目 |                                                     |
| ソルクレスト川口ザ・タワー                       | 100.54m | 30階 | 234戸  | 2006年12月 | 飯塚二丁目 | 細野鉄工所跡地                                      |
| ドリームタワーキュアレジデンス                   | 100.02m | 31階 | 259戸  | 2007年1月  | 飯塚二丁目 | 細野鉄工所跡地                                      |
| イーストゲートタワー川口                         | 99.95m  | 31階 | 188戸  | 2010年2月  | 本町四丁目 |                                                     |
| サウスゲートタワー川口                           | 99.95m  | 31階 | 360戸  | 2014年1月  | 金山町     | 長谷川鋳工所 工場跡地                               |
| ブランズ川口元郷                                 | 60.48m  | 19階 | 119戸  | 2018年12月 | 青木一丁目 | 川口工業総合病院跡地                                |
| プラウドタワー川口                               | 66.60m  | 21階 | 200戸  | 2020年1月  | 飯塚一丁目 | 関東財務局住宅跡地                                  |
| ザ・パークハウス川口本町                         | 60.00m  | 19階 | 162戸  | 2020年12月 | 本町四丁目 |                                                     |
| プラウドタワー川口クロス                         | 99.85m  | 28階 | 481戸  | 2023年2月  | 栄町三丁目 | ザ・プライス川口店 跡地他                           |

なお高層ビルとしては、川口総合文化センターリリアと川口センタービルが存在する。

### 住宅団地
- 川口芝園団地（芝園町）
- 川口安行吉岡住宅（安行吉岡1）
- 川口安行原住宅（安行原）
- 川口安行もみじ住宅（安行出羽）
- 川口神根住宅（安行領根岸）
- 川口根岸住宅（安行領根岸）
- 川口芝下住宅（芝下）
- 川口赤山みどりの丘住宅（赤山）
- 川口赤山住宅（赤山）
- 川口道合住宅（道合）
- 道合神戸団地（道合）
- 川口飯原住宅（飯原町）
- 川口飯塚町住宅（飯塚町）
- 川口行衛住宅（北原台）
- 川口東本郷住宅（本蓮）
- 川口柳崎第二住宅（柳崎）
- 川口柳崎住宅（柳崎）
- UR川口幸町団地（幸町、1961年12月、現存、譲渡返還、旧日本住宅公団関東支所）
- URコンフォール川口飯塚（旧・公団飯塚団地。飯塚2、1957年11月、建替済、旧日本住宅公団関東支所）
- URコンフォール東鳩ヶ谷（旧・公団東鳩ヶ谷団地。桜町）
- URコンフォール西鳩ヶ谷（旧・公団西鳩ヶ谷団地。里）

### 公園
- 青木町公園
- 赤山歴史自然公園（イイナパーク）
- 神根公園
- 新郷東部公園

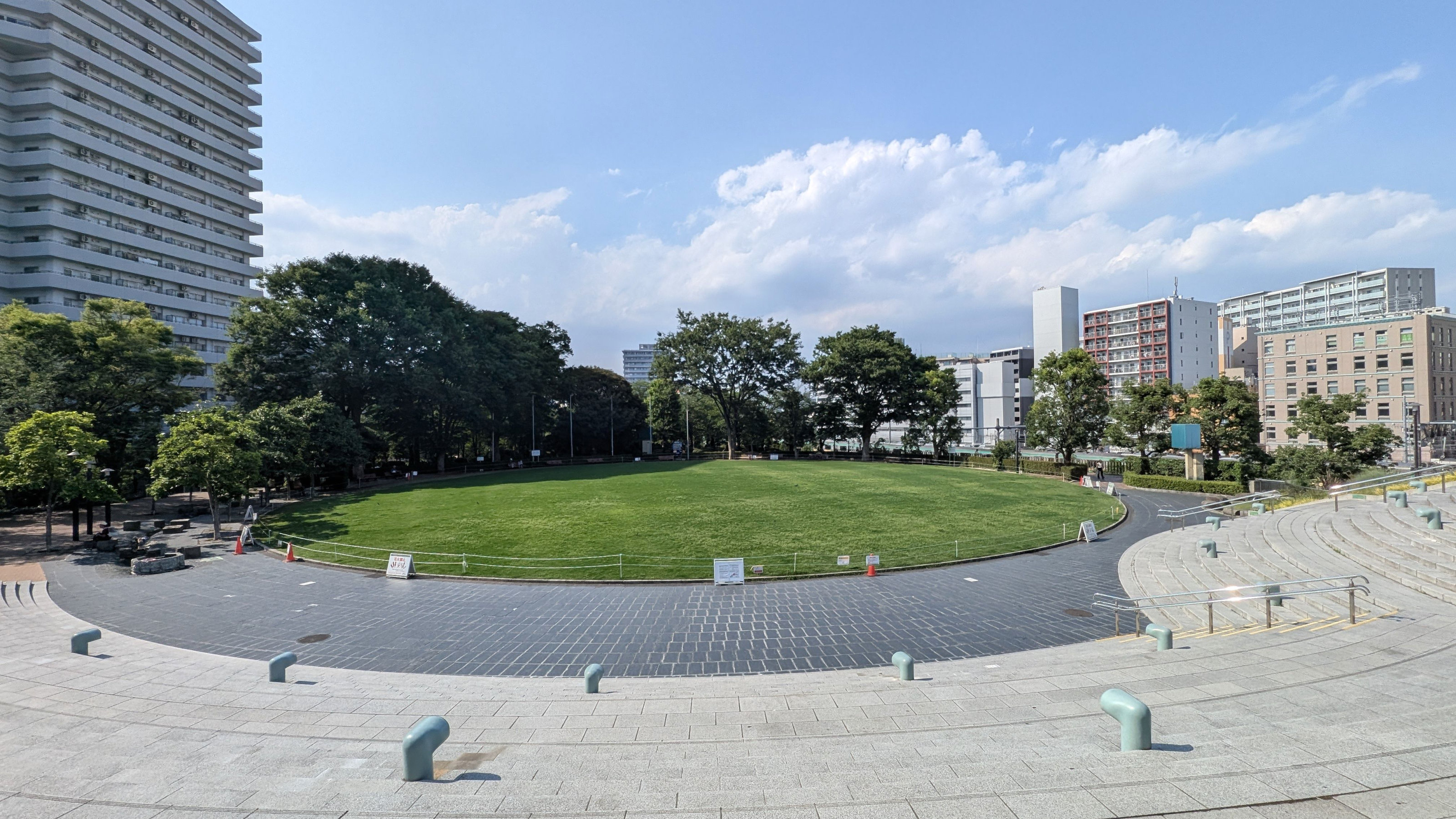
川口西公園
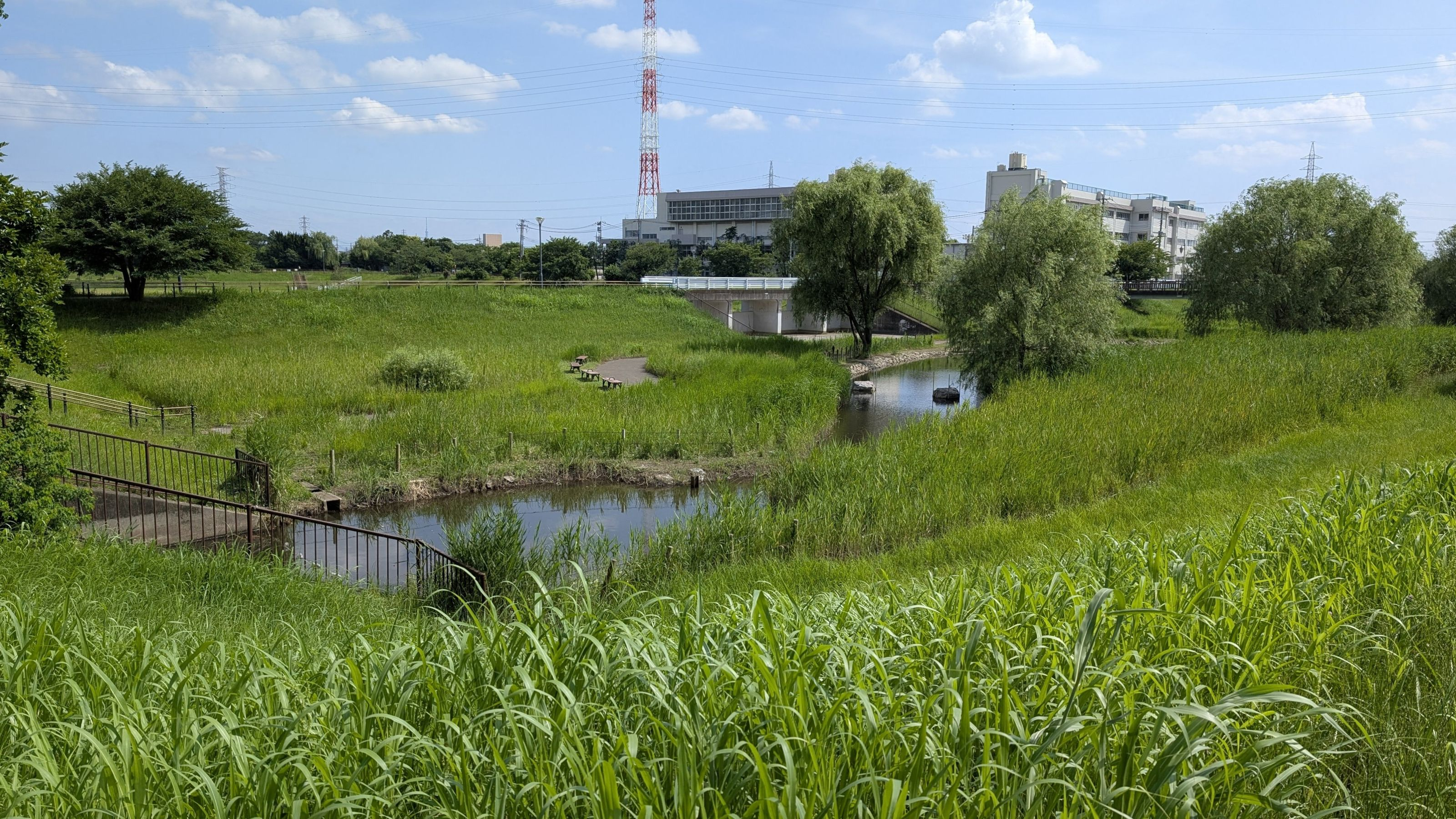
新郷東部公園
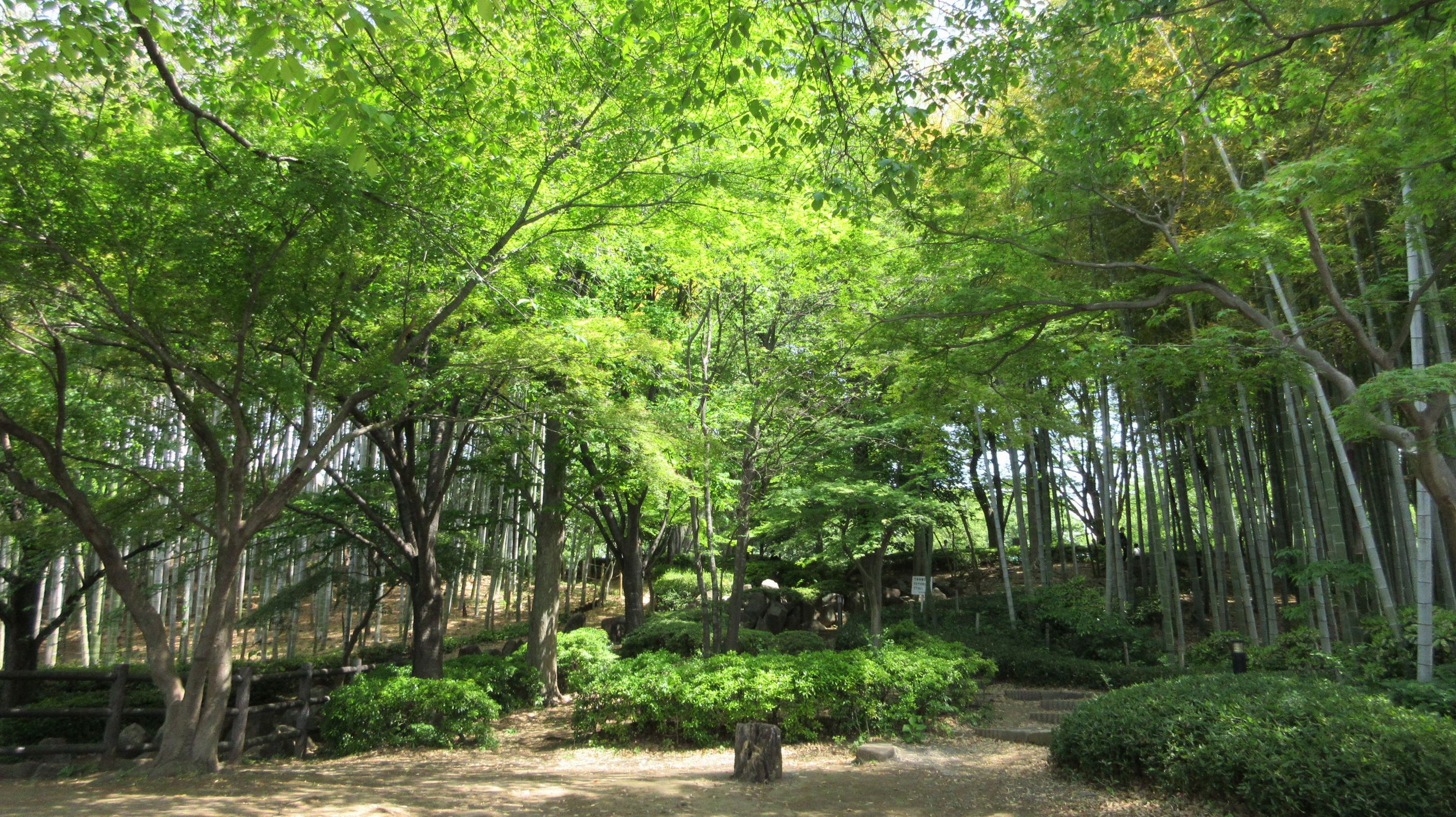
戸塚中台公園
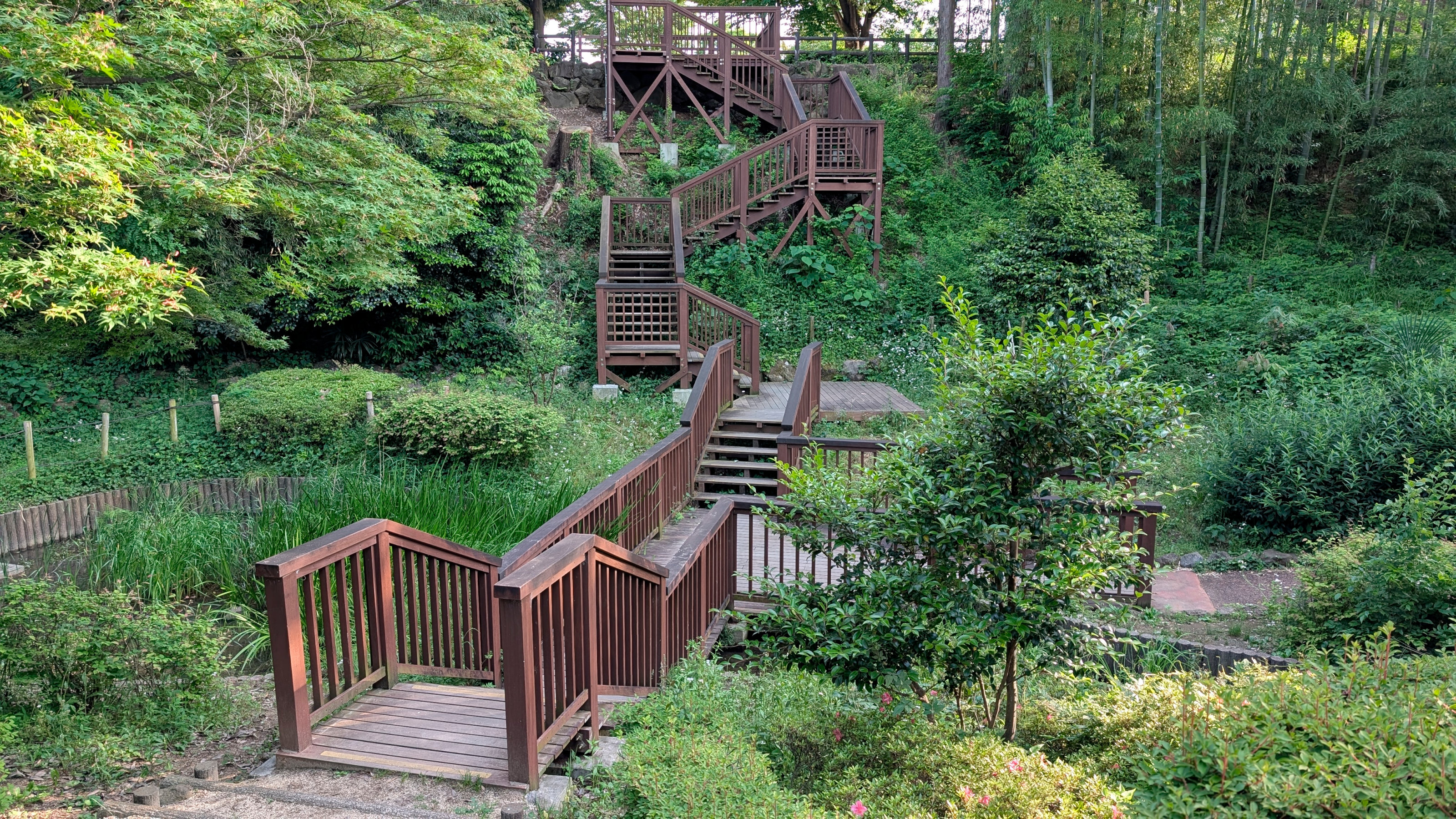
戸塚下台公園[39]。

- 川口西公園
- 新郷東部公園
- 戸塚中台公園
- 戸塚下台公園

## 医療

### 医療機関
- 川口市立医療センター
  - 附属安行診療所
- 安東病院
- 川口工業総合病院
- 川口誠和病院
- 協友会東川口病院
- 健仁会益子病院
- 高仁会川口病院
- 厚生会埼玉厚生病院
- 厚和会河合病院

- 埼玉県済生会川口総合病院
- 埼玉協同病院
- 寿康会病院
- 誠朗会上野病院

- 大成会武南病院
- 千葉外科病院
- 刀水会斉藤記念病院

- 蕨中央医院

### 社会福祉
- 川口市社会福祉協議会

## 消防
- 川口市消防局
  - 北消防署
  - 南消防署
  - 東消防署（2023年4月1日開署）
- 川口市消防団

## 警察
- 川口警察署（川口市南部・西部を管轄）
- 武南警察署（川口市東部を管轄）

## 教育
川口市では、市内居住者に対して「川口市奨学資金貸付制度」という奨学金制度がある。高等課程を高等学校・高等専門学校・専修学校として、専門課程を大学・短期大学・専修学校として定義、設定している。なお、奨学金は返還義務が伴う。日本国内では、全ての学校領域において、通常の奨学金制度および学校法人独自の奨学金制度があるが、それらとの併用の場合には審査が伴う。

### 小学校
- 川口市立青木北小学校
- 川口市立青木中央小学校
- 川口市立朝日東小学校
- 川口市立朝日西小学校
- 川口市立安行小学校
- 川口市立安行東小学校
- 川口市立飯塚小学校
- 川口市立飯仲小学校
- 川口市立上青木小学校
- 川口市立上青木南小学校
- 川口市立神根小学校
- 川口市立神根東小学校
- 川口市立木曽呂小学校
- 川口市立在家小学校
- 川口市立幸町小学校
- 川口市立差間小学校
- 川口市立芝小学校
- 川口市立芝中央小学校
- 川口市立芝西小学校
- 川口市立芝樋ノ爪小学校
- 川口市立芝富士小学校
- 川口市立芝南小学校
- 川口市立慈林小学校
- 川口市立十二月田小学校
- 川口市立新郷小学校
- 川口市立新郷東小学校
- 川口市立新郷南小学校
- 川口市立戸塚小学校
- 川口市立戸塚綾瀬小学校
- 川口市立戸塚北小学校
- 川口市立戸塚東小学校
- 川口市立戸塚南小学校
- 川口市立仲町小学校
- 川口市立並木小学校
- 川口市立根岸小学校
- 川口市立原町小学校
- 川口市立東本郷小学校
- 川口市立東領家小学校
- 川口市立舟戸小学校
- 川口市立本町小学校
- 川口市立前川小学校
- 川口市立前川東小学校
- 川口市立元郷小学校
- 川口市立元郷南小学校
- 川口市立柳崎小学校
- 川口市立領家小学校
- 川口市立鳩ヶ谷小学校
- 川口市立中居小学校
- 川口市立辻小学校
- 川口市立里小学校
- 川口市立桜町小学校
- 川口市立南鳩ヶ谷小学校

### 中学校
| - 川口市立青木中学校 - 川口市立安行中学校 - 川口市立安行東中学校 - 川口市立上青木中学校 - 川口市立神根中学校 - 川口市立岸川中学校 - 川口市立北中学校 - 川口市立小谷場中学校 | - 川口市立在家中学校 - 川口市立幸並中学校 - 川口市立芝中学校 - 川口市立芝西中学校 - 川口市立芝西中学校陽春分校 - 川口市立芝東中学校 - 川口市立十二月田中学校 - 川口市立戸塚中学校 | - 川口市立戸塚西中学校 - 川口市立仲町中学校 - 川口市立西中学校 - 川口市立榛松中学校 - 川口市立東中学校 - 川口市立南中学校 - 川口市立元郷中学校 - 川口市立領家中学校 | - 川口市立鳩ヶ谷中学校 - 川口市立八幡木中学校 - 川口市立里中学校 - 川口市立高等学校附属中学校 |

公立高等学校
- 埼玉県立川口高等学校
- 埼玉県立川口北高等学校

- 埼玉県立川口工業高等学校
- 埼玉県立川口青陵高等学校
- 埼玉県立川口東高等学校
- 埼玉県立鳩ヶ谷高等学校
- 川口市立高等学校

私立高等学校

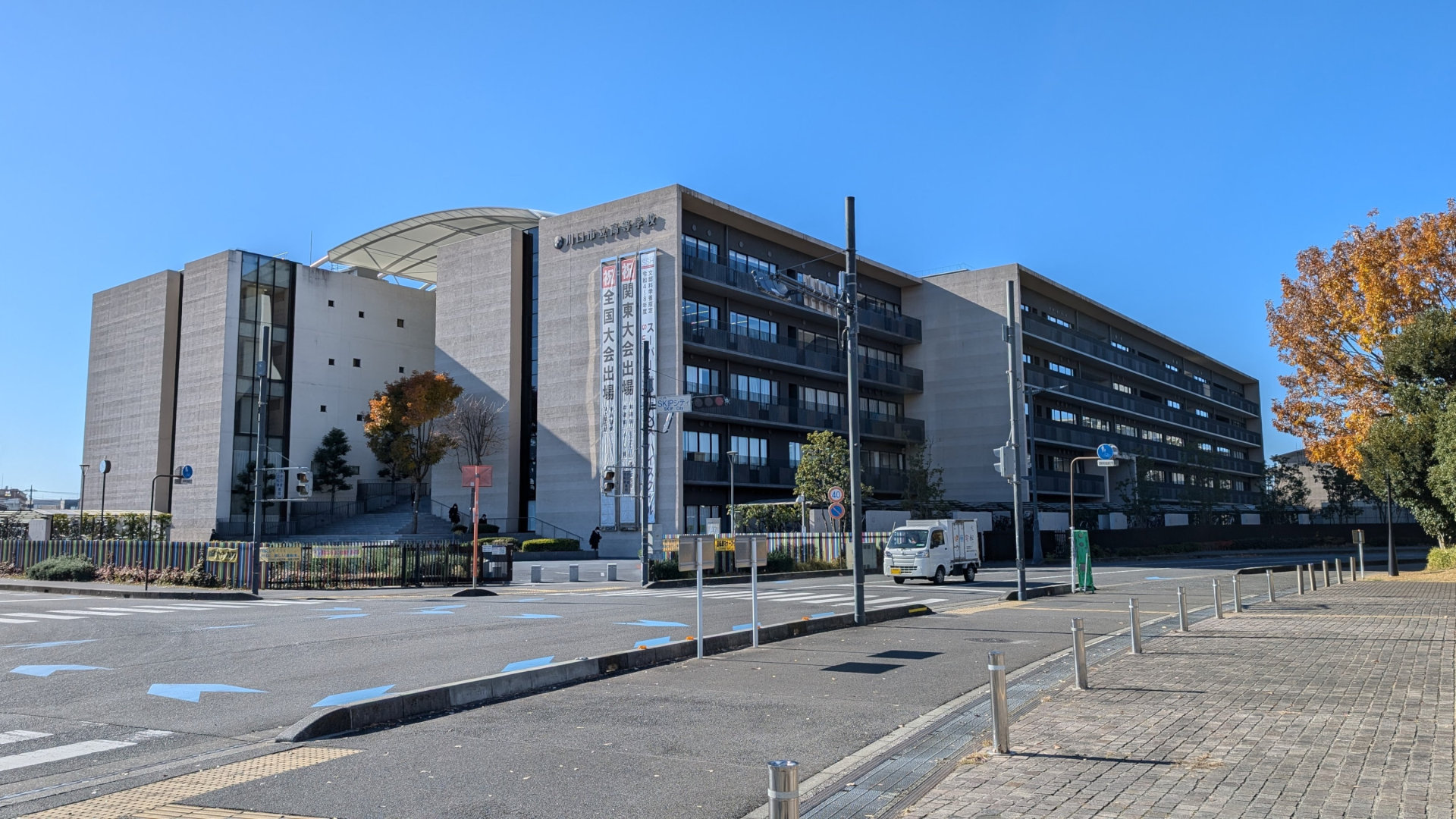
川口市立高等学校

- 星槎国際高等学校 - 川口キャンパス - 通信制の高等学校及びフリースクール（中等部）。主として、外国人居住者の二世の教育を担当[40]。

大学
- 埼玉学園大学
- ものつくり大学 ものつくり研究情報センター川口サテライトオフィス（上青木）

短期大学
- 川口短期大学

## 郵便配達担当局
- 川口郵便局 主に川口市南部エリア（郵便番号が332から始まる区域）を担当
- 川口北郵便局 主に川口市北部エリア（郵便番号が333から始まる区域）を担当
- 鳩ヶ谷郵便局 旧鳩ヶ谷市エリア及び安行地区・新郷地区（郵便番号が334から始まる区域）を担当

## 地域情報
- FMコミュニティ川口（コミュニティFM）：周波数85.6 MHz

## 交通

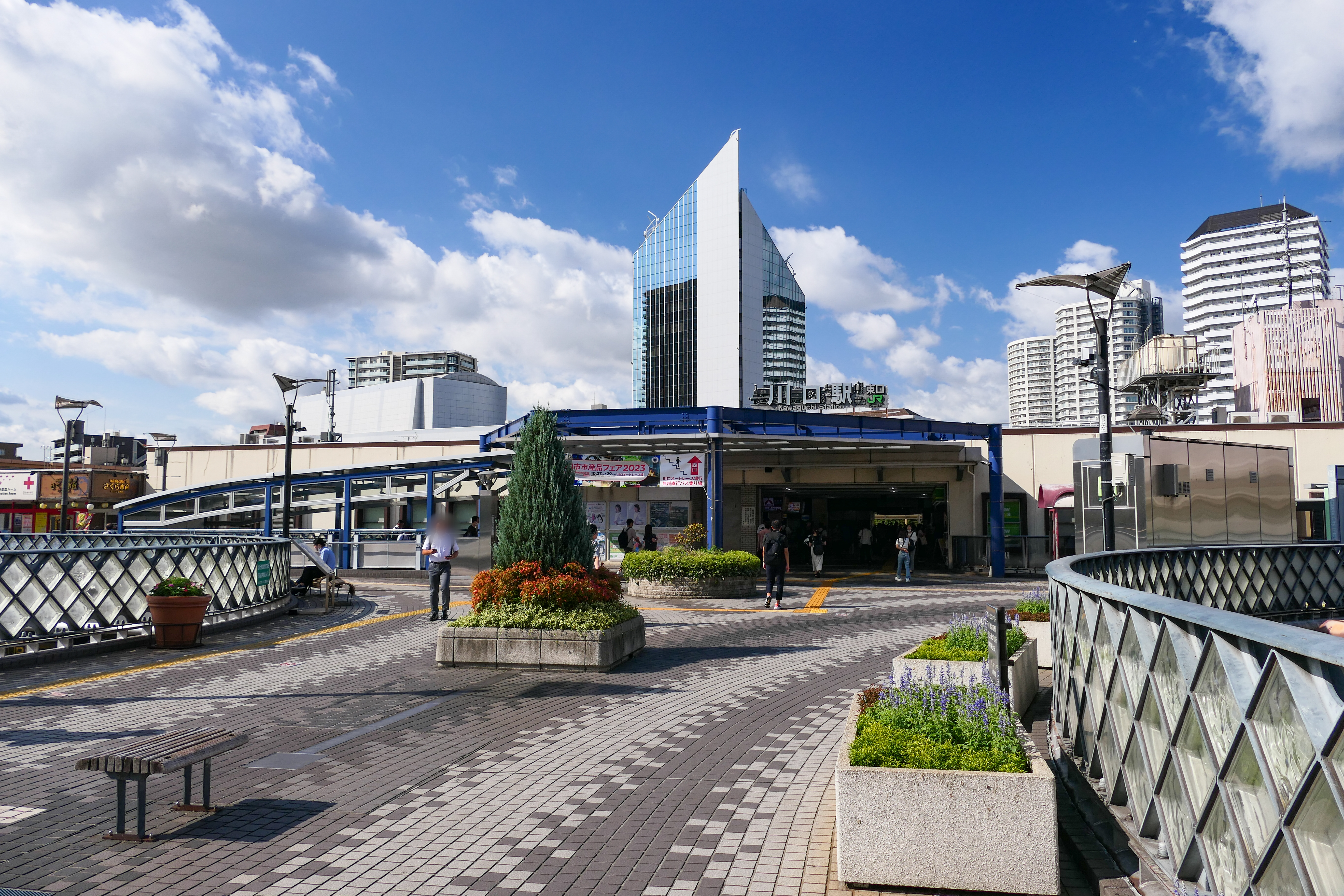
川口駅東口

### 鉄道
市西部をJR京浜東北線が縦断、北部をJR武蔵野線が横断し、市域中央部を埼玉高速鉄道線が南北に貫く。JTBパブリッシングや交通新聞社の時刻表における市の代表駅は京浜東北線川口駅であり、埼玉高速鉄道線川口元郷駅との間に中心市街地が形成されている。川口駅は京浜東北線の単独駅でありながら乗降人員は市内で最も多く、一日平均乗降人員は約16万人である。
東日本旅客鉄道（JR東日本）
 京浜東北線
- 川口駅 - 西川口駅

 武蔵野線
- 東川口駅

- このほか、京浜東北線と並行する形で宇都宮線・高崎線、湘南新宿ラインが通っているが、市内に停車駅はない[注釈 2]。

埼玉高速鉄道
 埼玉高速鉄道線
- 川口元郷駅 - 南鳩ヶ谷駅 - 鳩ヶ谷駅 - 新井宿駅 - 戸塚安行駅 - 東川口駅

### バス
市のバスのほとんどは国際興業バスの路線が大半を占めており、市内の全駅にバス路線が乗り入れている。鉄道路線がない市東部はバス路線が特に発達している。埼玉高速鉄道線の開業後も、旧鳩ヶ谷市の中心市街地から南鳩ヶ谷駅、川口元郷駅を経由して赤羽駅に直通する並行路線が設定されている。ほとんどの路線が「後乗り後払い」であるが、運行距離が短く、均一運賃であるエルザタワー循環のみ「前乗り前払い」となっている。
川口駅東口から草加駅西口までの2路線は東武バスセントラルと共同運用しており、東武バス共通定期券が発売されている。
コミュニティバスは、川口市が運行していた「みんななかまバス」と鳩ヶ谷市が運行していた「ミニは〜と」が競合していたが、2013年12月から「みんななかまバス」に統合された。一般路線バスを補完し、公共施設や駅、医療機関等を結ぶ。
- 一般路線バス
  - 国際興業バス - 市内に川口営業所・鳩ヶ谷営業所、また、川口駅東口案内所が設けられている[41]。
  - 東武バスセントラル
- コミュニティバス
  - 川口市コミュニティバス（みんななかまバス） - 国際興業バスが受託

### 高速・急行・空港連絡バス
- 岩手県交通
  - 川口駅 - 水沢駅、北上駅、花巻駅経由紫波中央駅
- 京浜急行バス
  - 川口駅 - 川口元郷駅-羽田空港
- 国際興業バス
  - 池袋駅 - 川口駅 - 南浦和駅経由東浦和駅
- 小湊鐵道[42]
  - 川口駅 - 赤羽駅 - 成田空港

### タクシー
タクシーの営業区域は県南中央交通圏で、さいたま市・鴻巣市・上尾市・戸田市などと同じエリアとなっている。

### 道路
主要道路は市域中央部を国道122号、東部を首都高速川口線がそれぞれ縦断、北部を東京外環自動車道及び国道298号が横断し、川口ジャンクションでそれらと東北自動車道が交わる。
高速自動車国道
- 東京外環自動車道
  - 外環浦和IC
  - 川口西IC
  - 川口中央IC
  - 川口JCT
  - 川口東IC
- 東北自動車道
  - 川口JCT

都市高速道路
- 首都高速川口線
  - 川口JCT
  - 新井宿出入口
  - 安行出入口
  - 新郷出入口
  - 東領家出口

一般国道
- 国道122号
- 国道298号

県道
- 主要地方道
  - 埼玉県道1号さいたま川口線
  - 埼玉県道34号さいたま草加線
  - 埼玉県道35号川口上尾線
  - 埼玉県道58号台東川口線

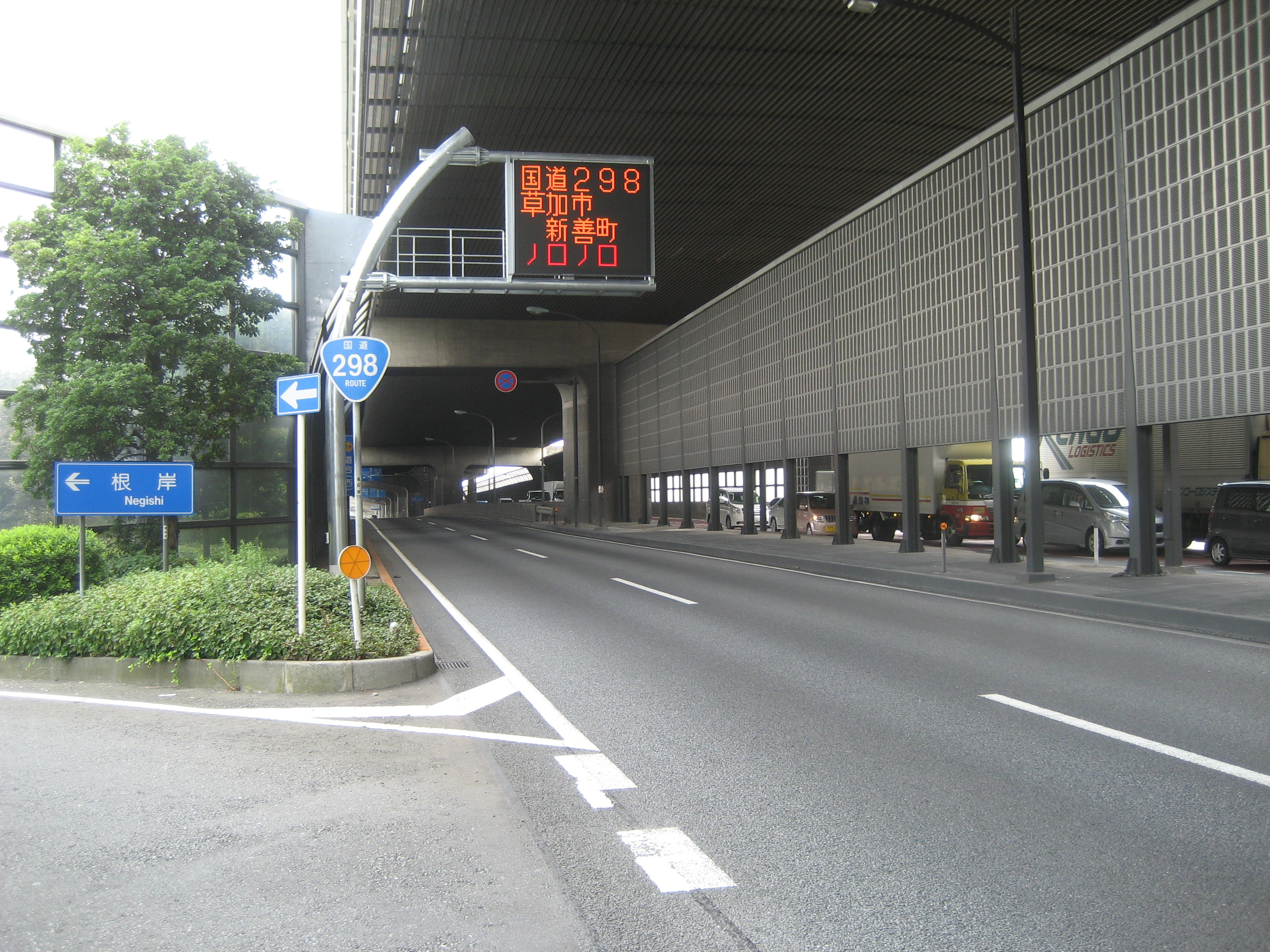
国道298号

  - 埼玉県道68号練馬川口線（オリンピック道路）

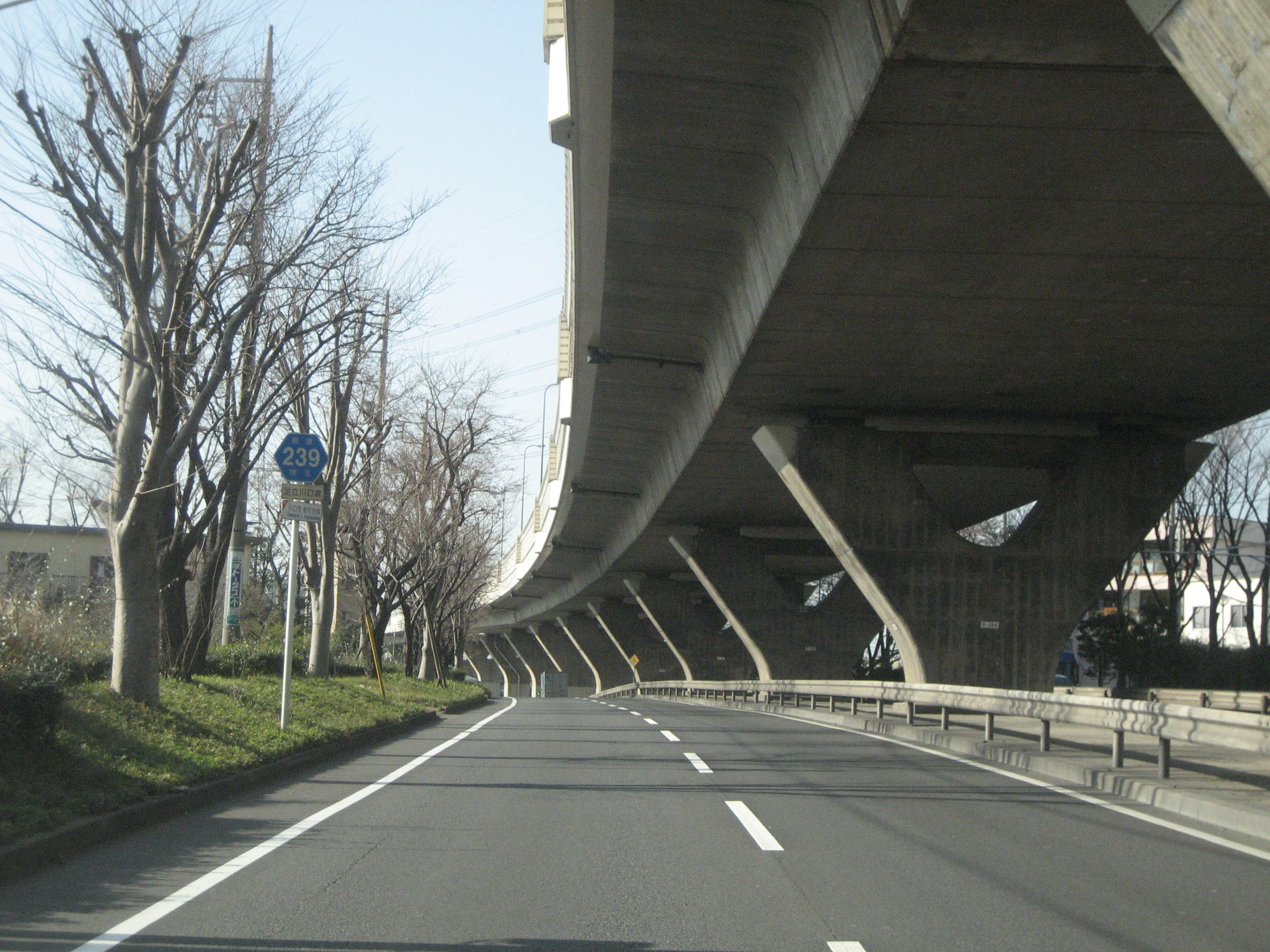
埼玉県道239号足立川口線

  - 埼玉県道89号川口停車場線

- 一般県道
  - 埼玉県道103号吉場安行東京線
  - 埼玉県道104号川口草加線
  - 埼玉県道105号さいたま鳩ヶ谷線
  - 埼玉県道106号東京鳩ヶ谷線
  - 埼玉県道107号東京川口線
  - 埼玉県道110号川口蕨線
  - 埼玉県道111号蕨桜町線
  - 埼玉県道161号越谷川口線
  - 埼玉県道235号大間木蕨線
  - 埼玉県道239号足立川口線
  - 埼玉県道255号足立さいたま自転車道線
  - 埼玉県道328号金明町鳩ヶ谷線
  - 埼玉県道332号根岸本町線

## 観光・名所等
主な施設
- 川口市立文化財センター[43]
- 川口市立文化財センター分館 旧田中家住宅（国の重要文化財、平成30年12月25日指定[44]）
- 川口市立文化財センター分館 郷土資料館
- 川口市立文化財センター分館 歴史自然資料館（赤山歴史自然公園内）[45]
- 川口市立科学館[46]

- 川口市立グリーンセンター

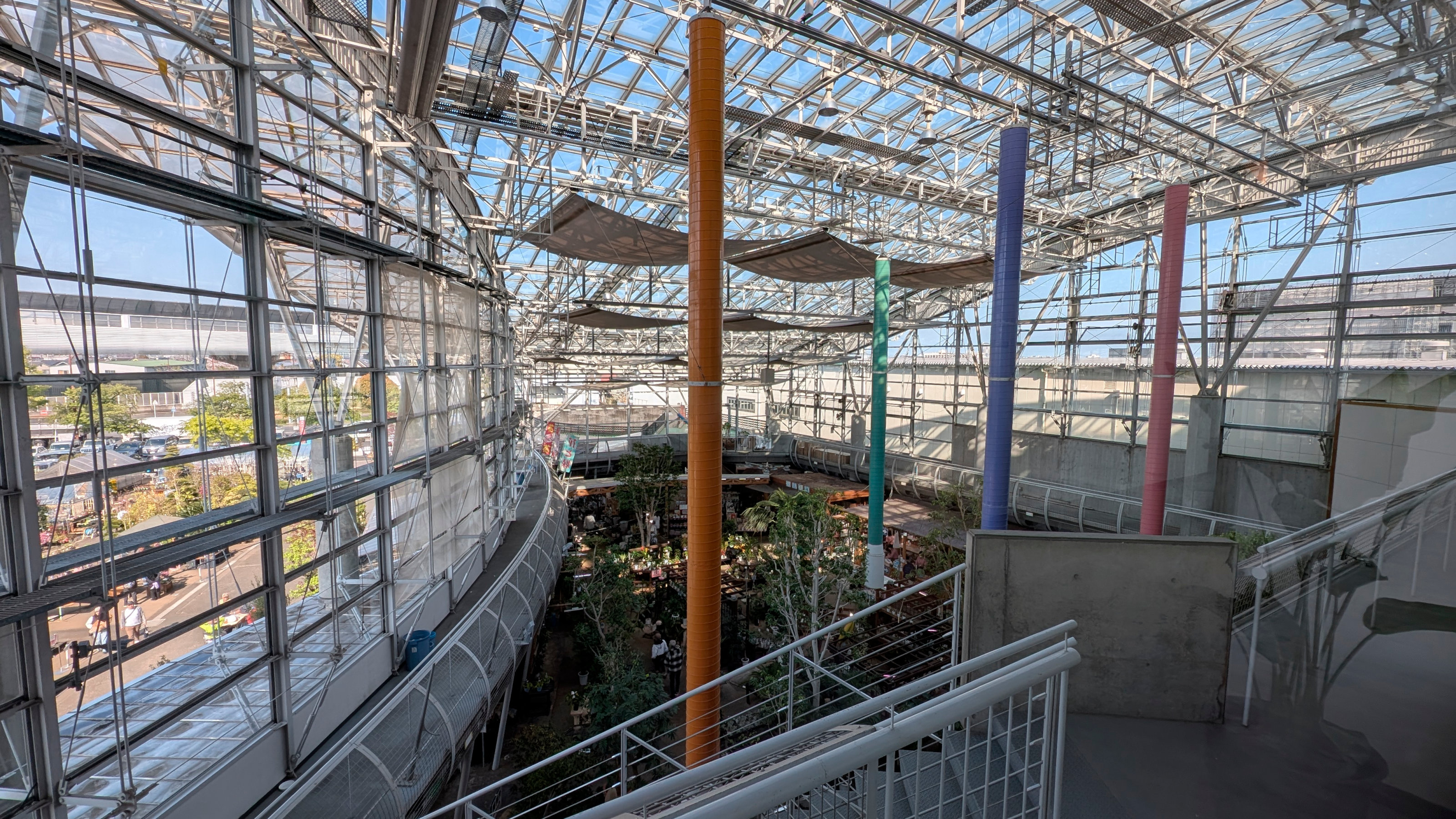
樹里安 2F

- 道の駅川口・あんぎょう 樹里安（じゅりあん）
- SKIPシティ（NHKアーカイブス、川口市立科学館）
- 川口総合文化センターリリア
- 川口オートレース場
- 芝川マリーナ
- 環境センター（ゴミを焼却する際の熱を利用した温水プール）

旧跡・神社・寺・教会
- 川口神社
- 密蔵院
- 赤山城址
- 元郷氷川神社
- 木曽呂の富士塚（重要有形民俗文化財）
- 峯ヶ岡八幡神社(峯八幡)
- 源長寺
- 常住寺（木造日蓮上人坐像）
- 赤井氷川神社
- 九重神社
- 前川神社
- 江戸袋氷川神社
- 鳩ヶ谷氷川神社
- 三ツ和氷川神社
- 救世軍川口小隊

祭事・催事
- たたら祭り
- 酉の市（おかめ市）
- 七夕祭り
- きらり川口グルメ
  - 川口B級グルメ大会
  - 世界のグルメ大会
- 川口宿 鳩ヶ谷宿 日光御成道まつり - 2012年より2年おきに開催。

名物
- 鋳物
- 安行の植木
- 和竿
- 十勝の甘納豆、黒豆
- 太郎焼

その他
- 荒川サイクリングロード
- 芝川サイクリングロード
- 見沼代用水

## 著名な出身者

### 政治家
- 新藤義孝（衆議院議員、第17代総務大臣）
- 高橋英明（衆議院議員）
- 伊藤岳（参議院議員）
- 大野元裕（埼玉県知事、元参議院議員、元外交官、中東調査会上席研究員）
- 富岡由紀夫（元参議院議員）
- 石田勝之（元衆議院議員、日本大学国際関係学部・大学院国際関係研究科教授）
- 平野清（元参議院議員、元サラリーマン新党代表）
- 三井理峯（政治運動家）
- 岡村幸四郎（元川口市長）
- 名古屋三吉（貴族院多額納税者議員）
- 高松智之（衆議院議員）

### 文化人
- 蜷川幸雄（演出家）
- 山口宏樹（埼玉大学学長、大学入試センター理事長）
- 羽川珍重（浮世絵師）
- 大熊氏廣（彫刻家）
- 小澤さとる（漫画家）
- ねこぢる（漫画家）
- 飯塚隆（ゲームクリエイター）
- 吉永みち子（ノンフィクション作家）
- 仁田三夫（写真家）
- 曽根陽一（写真家）
- 小谷三志（江戸時代中期に活躍した不二道の指導者）
- Yassan（GPS絵画）

### スポーツ
- 斎藤雅樹（元読売ジャイアンツ投手）
- 遠藤良平（元日本ハムファイターズ投手）
- 石井義人（元プロ野球選手）
- 岩井隆（花咲徳栄高校野球部監督）
- 平野将光（埼玉西武ライオンズ投手）
- 靍岡賢二郎（元横浜DeNAベイスターズ捕手）
- 松本剛（北海道日本ハムファイターズ野手）
- 土肥義弘（元埼玉西武ライオンズ・横浜ベイスターズ投手、元鳩ヶ谷市親善大使）
- 小林憲幸（愛媛マンダリンパイレーツ投手）
- 金田優太（千葉ロッテマリーンズ内野手）
- ブル中野（元女子プロレスラー）
- キューティー鈴木（元女子プロレスラー）
- 尾崎魔弓（女子プロレスラー、OZアカデミー）
- ムーン章子（元女子プロレスラー）
- 高橋奈七永（女子プロレスラー、スターダム）
- 美闘陽子（女子プロレスラー、スターダム）
- 平柳玄藩（プロレスラー、プロレスリング・ノア）
- 佐々木義人 (プロレスラー)（大日本プロレス）
- 大橋篤（プロレスラー、大日本プロレス）
- 西城正三（元・WBA世界フェザー級王者）
- 橋本直哉（騎手）
- 田中弓貴（バレーボール選手）
- 福田記代子（バレーボール選手）
- 宮原美佐子（元女子陸上競技長距離走・マラソン選手）
- 黄金井光良（元 競輪選手）
- 龍門孝幸（元大相撲力士）
- 出羽の邦真光（元大相撲力士）
- 片平巧（元オートレース選手）
- 安西幸輝（サッカー選手）
- 西久保駿介（サッカー選手）
- 松尾佑介（サッカー選手）
- 安居海渡（サッカー選手）
- 若谷拓海（サッカー選手）
- 株木孝行（元ラグビー選手）
- 大竹風美子（女子ラグビー選手）
- 尾熊栄輔（マラソン選手）
- 我妻悠香 （ソフトボール捕手、東京オリンピック金メダリスト）

### 芸能人
- 伴大介（俳優）
- 村松克己（俳優）
- 堺勝朗（俳優）
- 濱津隆之（俳優）
- 螢雪次朗（俳優）
- 大場久美子（女優）
- 七瀬なつみ（女優）
- 村田ちひろ（子役）
- 鈴木梨央（子役）
- 鈴木友梨（女優）
- 榎本美佐江（歌手）
- 峠恵子（歌手）
- シギ（シンガーソングライター）
- Shinji（ミュージシャン、シド）
- universe（ミュージシャン）
- 工藤慎太郎（シンガーソングライター）
- 吉澤嘉代子（シンガーソングライター）
- CHARA（ミュージシャン）
- 伊勢直弘（脚本家・演出家・俳優・城西国際大学メディア学部講師）
- 知久寿焼（ミュージシャン、元たま）
- 板橋瑠美（モデル）
- 中村みづほ（モデル）
- りょう（俳優・モデル）
- 椿姫彩菜（タレント・モデル）
- 千葉千恵巳（声優）
- 長谷川俊輔（お笑い芸人・クマムシ）
- 二代目柳家平和（落語家・同市観光大使）
- 星野源（シンガーソングライター・俳優・文筆家）
- 高橋伊久磨（ミュージカル俳優）
- 廣田あいか
- 横山玲奈
- 工藤遥（女優）
- 浜浦彩乃
- 京佳（グラビアアイドル）
- 小泉貴之（アートディレクター）
- 細川徹（放送作家）
- 沢木和也（AV男優）

### 報道
- 森麻季（フリーアナウンサー・元日本テレビ）
- 小見誠広（NHKアナウンサー）
- 内田敦子（フリーアナウンサー）

### その他
- 田口八重子（李恩恵）（北朝鮮による拉致被害者、原敕晁夫人）
- 島根玲子（外交官、外務省アジア大洋州局地域政策参事官室主査、「高校チュータイ外交官のイチからわかる!国際情勢」の著者）[47]
- 菅原千瑛（プロ雀士）

## ゆかりのある人物
- 佐々木則夫（サッカー日本女子代表元監督。川口市立芝中学校卒）
- 古市憲寿（社会学者。川口市立慈林小学校・川口市立安行中学校卒）
- あがた森魚（ミュージシャン）
- 荒木淳一（画家）
- 胡桃沢ひろこ（タレント）
- 早船ちよ（作家。「キューポラのある街」作者。出身は岐阜県高山市）
- 和久井映見（女優。埼玉県立川口青陵高等学校卒）
- くしまちみなと（作家）
- 古尾谷雅人（俳優。故人。墓地が埼玉県川口市赤山1040-1　乗性寺）
- 寺山修司（歌人、劇作家。演劇実験室「天井桟敷」主宰）
- 吉永小百合（『キューポラのある街』主演女優）
- 野田義治（芸能事務所サンズエンタテインメントの会長。元イエローキャブの代表取締役社長）
- 四代目三遊亭圓歌(落語家。在住)

## 地上波放送
- 関東広域圏、埼玉県域、東京都域、神奈川県域、千葉県域の各ラジオ・テレビジョン放送が川口市の全域または大部分で受信可能。

## 川口市で撮影された作品
映画
- キューポラのある街（1962年）

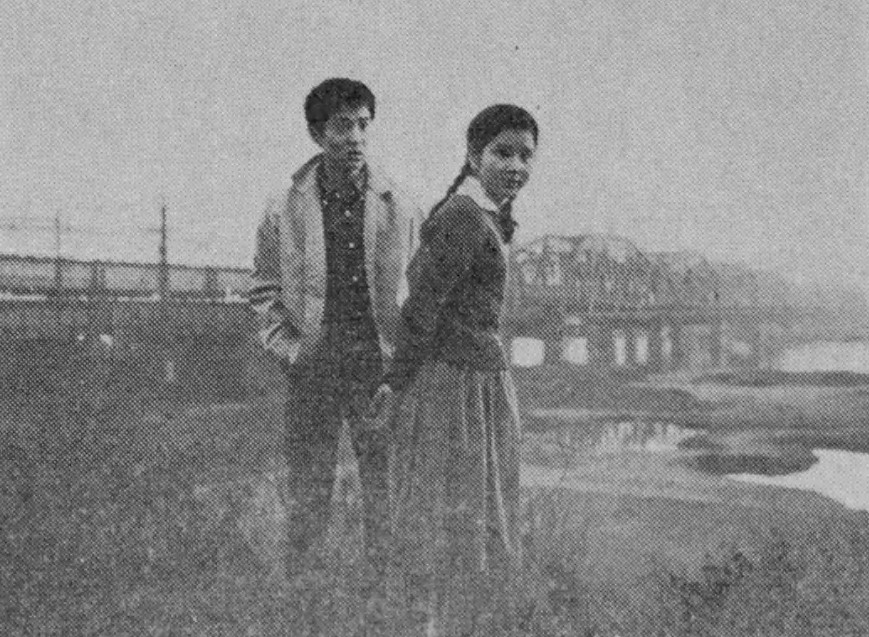
『キューポラのある街』（1962年）

- 未成年 続・キューポラのある街（1965年）
- 毎日新聞社浦和支局編『キューポラの街』毎日新聞社（1979年）
- 鉄男（1989年）
- 母べえ - SKIPシティで撮影（2008年）
- 映画 クロサギ - 荒川河川敷で撮影（2008年）
- 20世紀少年 - SKIPシティで撮影（2009年）
- ごくせんTHE MOVIE - 川口駅一帯で撮影（2009年）
- ツナグ - 川口駅一帯で撮影（2010年）
- 闇金ウシジマくんPart1 - 樹モールで撮影（2010年）
- 映画あしたのジョー - SKIPシティで撮影（2011年）
- 地獄でなぜ悪い - 樹モールで撮影（2013年）
- 舞妓はレディ - SKIPシティで撮影（2014年）
- キカイダー REBOOT - 川口駅西口一帯で撮影（2014年）
- MONSTERZ - 川口駅西口一帯で撮影（2014年）
- 僕だけがいない街 - 川口駅一帯で撮影（2016年）
- 四月は君の嘘 - 川口総合文化センター（リリア）で撮影（2016年）
- 泥棒役者 - 川口駅東口一帯で撮影（2017年）

その他
- 突撃! ヒューマン!! - 第1話と第11話（1972年）
- 童夢 - 作品の舞台となる団地のモデルが芝園団地（1980年 - 1981年）
- 破壊魔定光（1999年 - 2005年）
- 鬼畜（2002年）
- 桃太郎電鉄2017 - 宣伝CMが川口駅東口一帯で撮影（2017年）
- トーキョー製麺所 - ドラマの舞台の製麺所が丸亀製麺川口上青木店。(2021年)

東映制作の特撮番組や多くのドラマ（特に土9やテレ朝系、東映系）が、川口市内で撮影される。

## ナンバープレート
川口市は川口ナンバー（埼玉運輸支局）が交付される。